# Liste der Biografien/Pere
Liste der Biografien |
Portal Biografien |
Personensuche
# |
A |
B |
C |
D |
E |
F |
G |
H |
I |
J |
K |
L |
M |
N |
O |
P |
Q |
R |
S |
T |
U |
V |
W |
X |
Y |
Z |
?
 
Pa |
Pc |
Pe |
Pf |
Ph |
Pi |
Pj |
Pk |
Pl |
Pm |
Pn |
Po |
Pr |
Ps |
Pt |
Pu |
Pv |
Pw |
Py
 
Pea |
Peb |
Pec |
Ped |
Pee |
Pef |
Peg |
Peh |
Pei |
Pej |
Pek |
Pel |
Pem |
Pen |
Peo |
Pep |
Peq |
Per |
Pes |
Pet |
Peu |
Pev |
Pew |
Pex |
Pey |
Pez
 
Pera |
Perb |
Perc |
Perd |
Pere |
Perf |
Perg |
Perh |
Peri |
Perj |
Perk |
Perl |
Perm |
Pern |
Pero |
Perp |
Perq |
Perr |
Pers |
Pert |
Peru |
Perv |
Perw |
Pery |
Perz
Die Liste der Biografien führt alle Personen auf, die in der deutschsprachigen Wikipedia einen Artikel haben. Dieses ist eine Teilliste mit 807 Einträgen von Personen, deren Namen mit den Buchstaben „Pere“ beginnt.

## Pere
- Pere d’Artés, valencianischer Adliger und Höfling
- Pere d’Urtx († 1293), Bischof von Urgell (1269–1293)
- Pere i Lizàndara, Marià (* 1945), katalanischer Politiker und Architekt
- Père Joseph (1577–1638), französischer Kapuziner
- Père, Olivier (* 1971), französischer Filmkritiker und Direktor des Internationalen Filmfestivals von Locarno
- Péré, Wayne (* 1965), US-amerikanischer Schauspieler

### Perea
- Perea Sánchez, Ezequiel (1911–1986), mexikanischer Geistlicher, Bischof von San Luis Potosí
- Perea, Avelino (* 1957), spanischer Radrennfahrer
- Perea, Brandon (* 1995), US-amerikanischer Schauspieler
- Perea, Edixon (* 1984), kolumbianischer Fußballspieler
- Perea, Emilio (1884–1946), italienischer Opernsänger
- Perea, Francisco (1830–1913), US-amerikanischer Politiker
- Perea, Ítalo (* 1993), ecuadorianischer Boxer
- Perea, Juan José (* 2000), kolumbianischer FußballspielerJuan José Perea (* 2000)

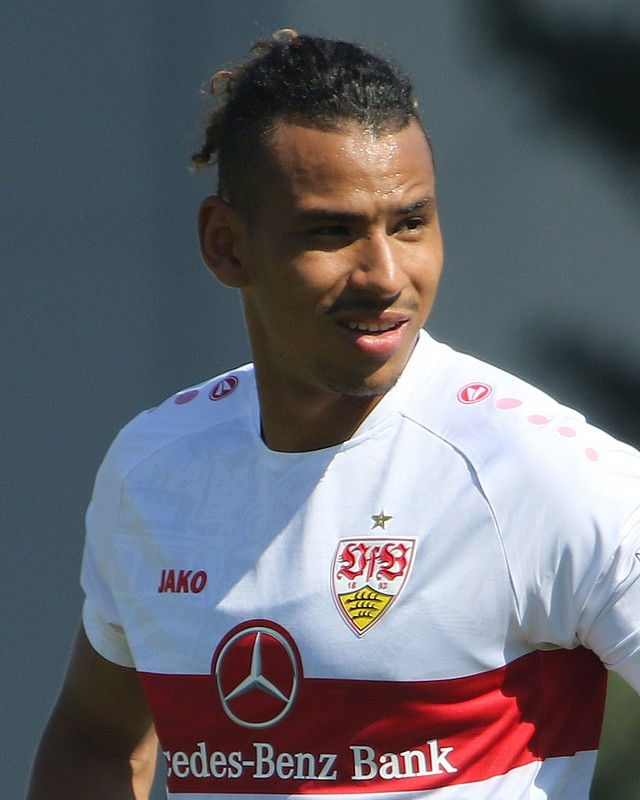
Juan José Perea (* 2000)

- Perea, Luis Amaranto (* 1979), kolumbianischer Fußballspieler
- Perea, Luis Carlos (* 1963), kolumbianischer Fußballspieler
- Perea, Nixon (* 1973), kolumbianischer Fußballspieler
- Perea, Pedro (1852–1906), US-amerikanischer Politiker
- Perea-Labia, Gianna (1908–1994), italienische Opernsängerin (Sopran) und Gesangspädagogin

### Pereb
- Perebinossowa, Uljana Sergejewna (* 2001), russische Kunstturnerin
- Pereboom, Derk (* 1957), US-amerikanischer Philosoph
- Perebyjnis, Tetjana (* 1982), ukrainische Tennisspielerin

### Perec
- Perec, Georges (1936–1982), französischer Schriftsteller
- Pérec, Marie-José (* 1968), französische LeichtathletinMarie-José Pérec (* 1968)

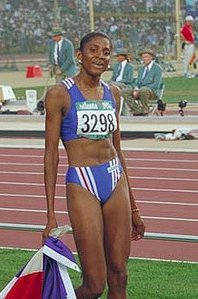
Marie-José Pérec (* 1968)

- Perechoda, Ruslan (* 1987), ukrainischer Skilangläufer
- Perechon, Angelika (1816–1846), österreichisch-deutsche Opernsängerin (Sopran)
- Perechwalskaja, Jelena Wsewolodowna (* 1954), sowjetische bzw. russische Soziolinguistin und Hochschullehrerin

### Pered
- Pereda Asbún, Juan (1931–2012), bolivianischer Offizier und Politiker
- Pereda de Castro, Manuel (1949–2018), spanischer Bildhauer, Maler und Bühnenbildner
- Pereda, Antonio de (1611–1678), spanischer Maler
- Pereda, Jesús María (1938–2011), spanischer Fußballspieler und -trainer
- Pereda, José María de (1833–1906), spanischer Schriftsteller
- Pereda, Nicolás, mexikanischer Regisseur, Produzent, Drehbuchautor, Filmeditor und Kameramann
- Pereda, Raimondo (1840–1915), Schweizer Maler und Bildhauer
- Pereda, Vicente (* 1941), mexikanischer Fußballspieler
- Perederi, Grigori Petrowitsch (1871–1953), russischsowjetischer Brückenbau-Ingenieur und Hochschullehrer
- Peredo, Ángel de (1623–1677), Gouverneur von Chile und Tucumán
- Peredo, Inti (1937–1969), bolivianischer Guerillero
- Peredo, Jorge (* 1953), chilenischer Fußballspieler
- Peredolskaja, Anna Alexejewna (1894–1968), russische Klassische Archäologin

### Pereg
- Pereg, Nira (* 1969), israelische Videokünstlerin
- Perego, Federico (* 1984), italienischer Basketballtrainer
- Perego, Giancarlo (* 1960), italienischer Geistlicher, Erzbischof von Ferrara-Comacchio
- Perego, Giuseppe (1915–1996), italienischer Comiczeichner
- Peregrinius Super, Marcus, römischer Offizier (Kaiserzeit)
- Peregrinus, italienischer Maler
- Peregrinus Laziosi († 1345), Heiliger
- Peregrinus Proteus († 165), griechischer Philosoph (Kyniker)
- Peregrinus von Auxerre, katholischer Priester und erster Bischof des Bistums Auxerre
- Peregrinus von Ratibor, Dominikaner, Provinzial der polnischen Ordensprovinz, Homiletiker
- Peregrossi, Pietro (1220–1295), Kardinal der katholischen Kirche
- Peregrym, Missy (* 1982), kanadische Schauspielerin und ModelMissy Peregrym (* 1982)

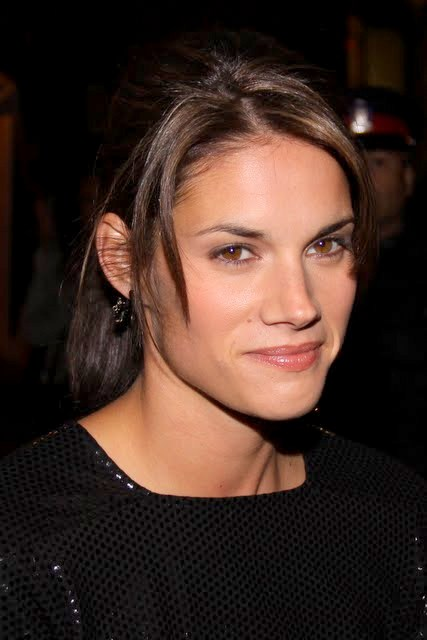
Missy Peregrym (* 1982)

- Peregudow, Dmitri Igorewitsch (* 1963), russischer Balletttänzer, Choreograf und Regisseur
- Peregudow, Wladimir Nikolajewitsch (1902–1967), sowjetischer Wissenschaftler, Schiffbauer und Kapitän

### Perei
- Pereia, Onísio (* 2003), mosambikanischer Leichtathlet
- Pereira Barbosa, Matheus (* 1999), brasilianischer Fußballspieler
- Pereira Bastos, José Mauro (1955–2006), brasilianischer Ordensgeistlicher, römisch-katholischer Bischof von Guaxupé
- Pereira Becerra, Joaquín (1838–1923), ecuadorianischer Militär
- Pereira Cardoso, Tiago (* 2006), luxemburgisch-portugiesischer Fußballtorhüter
- Pereira Cordeiro, Timóteo Francisco Nemésio (1928–1990), brasilianischer Ordensgeistlicher, römisch-katholischer Bischof von Tianguá
- Pereira da Costa, Manuel (1915–2006), brasilianischer Geistlicher, römisch-katholischer Bischof von Campina Grande
- Pereira da Silva Barros, José (1835–1898), brasilianischer Geistlicher, römisch-katholischer Erzbischof von São Sebastião do Rio de Janeiro
- Pereira da Silva, Adriano (* 1982), brasilianischer Fußballspieler
- Pereira da Silva, Emerson (* 1973), brasilianischer Fußballspieler und -trainer
- Pereira da Silva, Manuel (1920–2003), portugiesischer Bildhauer
- Pereira da Silva, Zenildo Luiz (* 1968), brasilianischer Ordensgeistlicher und römisch-katholischer Bischof von Borba
- Pereira de Almeida, Celso (1928–2014), brasilianischer Ordensgeistlicher und römisch-katholischer Bischof von Itumbiara
- Pereira de Almeida, José Manuel, portugiesischer Offizier und Kolonialverwalter
- Pereira de Araújo, João Hermes (1926–2016), brasilianischer Diplomat
- Pereira de Mello, Adeílson (* 1985), brasilianischer Fußballspieler
- Pereira de Melo, Giovane (* 1959), brasilianischer Geistlicher, römisch-katholischer Bischof von Araguaína
- Pereira de Oliveira, Maicon (1988–2014), brasilianischer Fußballspieler
- Pereira de Sa, Roli (* 1996), französischer Fußballspieler
- Pereira de Sousa Mabileau, Julia (* 2001), französische Snowboarderin
- Pereira de Sousa, Washington Luís (1869–1957), Präsident Brasiliens
- Pereira de Souza, Cristiano (* 1977), brasilianischer Fußballspieler
- Pereira de Souza, Maicón Thiago (* 1985), brasilianischer Fußballspieler
- Pereira Diogo, Nuno Miguel (* 1981), portugiesischer Fußballspieler
- Pereira dos Santos, Hélio (* 1967), brasilianischer römisch-katholischer Geistlicher und Bischof von Serrinha
- Pereira dos Santos, Nelson (1928–2018), brasilianischer Regisseur und Drehbuchautor
- Pereira Filho, Elias Constantino (* 1987), brasilianischer Fußballspieler
- Pereira Gamba, Fortunato (1866–1936), kolumbianischer Ingenieur und Professor
- Pereira Gomes, José Júlio (* 1952), portugiesischer Diplomat
- Pereira Gonçalves, Uendel (* 1988), brasilianischer Fußballspieler
- Pereira Lage, Mathias (* 1996), portugiesisch-französischer FußballspielerMathias Pereira Lage (* 1996)

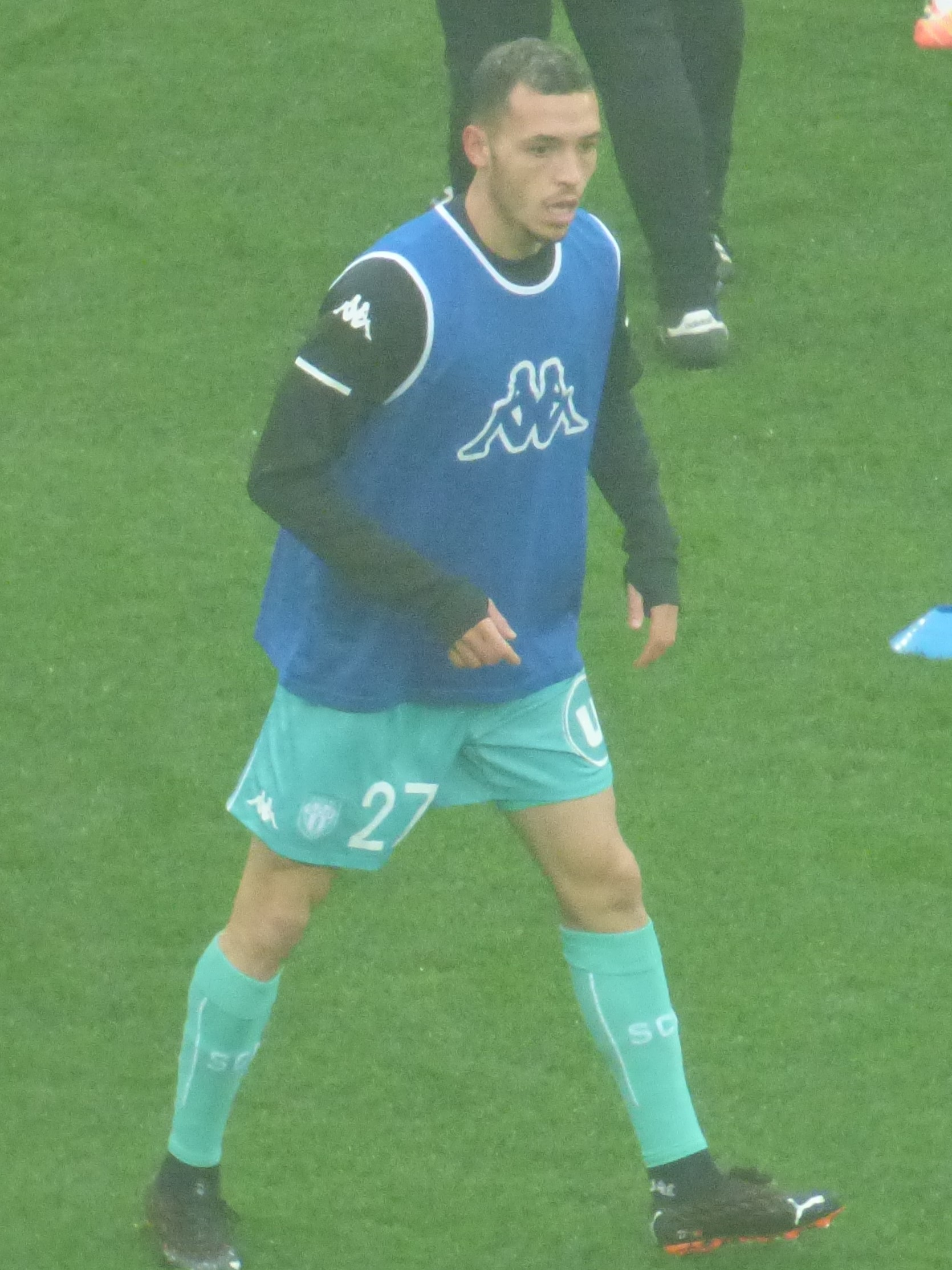
Mathias Pereira Lage (* 1996)

- Pereira Moreira, Marcelo (* 1974), brasilianischer Fußballspieler
- Pereira Pinto, Rômulo Cabral (* 1991), brasilianischer Fußballspieler
- Pereira Rodrigues, Welington (* 1986), brasilianischer Fußballspieler
- Pereira Rodríguez, Jair (* 1986), mexikanischer Fußballspieler
- Pereira Roque, Maicon (* 1988), brasilianischer Fußballspieler
- Pereira Santos, Roniéliton (* 1977), brasilianischer Fußballspieler
- Pereira Serna, Waltencir (1946–1979), brasilianischer Fußballspieler
- Pereira Sipião, Romário (* 1985), brasilianisch-schwedischer Fußballspieler
- Pereira Soares, Vitorino José (* 1960), portugiesischer Geistlicher und römisch-katholischer Weihbischof in Porto
- Pereira Souto Maior, Luiz Augusto (* 1927), brasilianischer Diplomat
- Pereira Varela, Lola (* 1954), spanische Autorin, Dozentin und Umweltschützerin
- Pereira Vieira, Jeferson (* 1989), brasilianischer Fußballspieler
- Pereira y Ruiz, Antonio (* 1729), spanischer Politiker der Kolonialzeit
- Pereira, Adrian (* 1999), norwegischer Fußballspieler
- Pereira, Ágio, osttimoresischer Politiker
- Pereira, Aimée von (* 2000), deutsche Handballspielerin
- Pereira, Alencar (* 1999), brasilianischer Hammerwerfer
- Pereira, Alex (* 1987), brasilianischer Mixed-Martial-Arts-Kämpfer und KickboxerAlex Pereira (* 1987)

Alex Pereira (* 1987)

- Pereira, Alexander (* 1947), österreichischer Kulturmanager
- Pereira, Alexander Salvator von (1850–1917), sächsischer Militär
- Pereira, Álvaro (* 1985), uruguayischer Fußballspieler
- Pereira, Álvaro Santos (* 1972), portugiesischer Ökonom, Politiker und Journalist
- Pereira, Andrea (* 1993), spanische Fußballspielerin
- Pereira, Andreas (* 1996), brasilianisch-belgischer Fußballspieler
- Pereira, Anna Paula (* 1986), brasilianische Hammerwerferin
- Pereira, Anthony (* 1982), indischer Fußballspieler
- Pereira, Aristides (1923–2011), kap-verdischer Politiker, Präsident Kap Verdes (1975–1991)
- Pereira, Benedicto, brasilianischer Fußballspieler
- Pereira, Bento (1605–1681), portugiesischer Jesuit, Romanist und Lexikograf
- Pereira, Brayann (* 2003), französisch-kongolesischer Fußballspieler
- Pereira, Carlos Emiliano (* 1986), brasilianischer Fußballspieler
- Pereira, Carlos Martins (1937–2013), portugiesischer Maler, Schriftsteller, Illustrator und Übersetzer
- Pereira, Carmen († 2016), guinea-bissauische Widerstandskämpferin und Politikerin (PAIGC), Staatsoberhaupt von Guinea-Bissau
- Pereira, Casimir (* 1954), seychellischer Sprinter
- Pereira, Celerino (1874–1942), chilenischer Komponist und Pianist
- Pereira, Cipriana da Costa (* 1963), osttimoresische Politikerin
- Pereira, Cristina (1968–2009), portugiesische Volleyball- und Beachvolleyballspielerin
- Pereira, Danilo (* 1991), portugiesischer FußballspielerDanilo Pereira (* 1991)

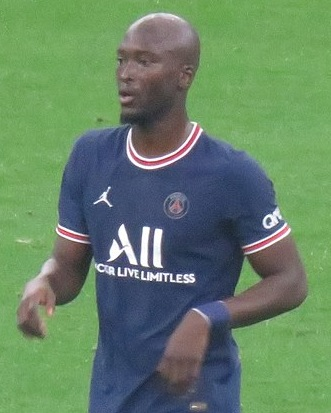
Danilo Pereira (* 1991)

- Pereira, Darío (* 1996), uruguayischer Fußballspieler
- Pereira, Davis (* 1958), brasilianischer Radrennfahrer
- Pereira, Décio (1940–2003), brasilianischer Geistlicher, römisch-katholischer Bischof von Santo André
- Pereira, Delmino (* 1967), portugiesischer Radrennfahrer und Verbandspräsident
- Pereira, Domingos Leite (1882–1956), portugiesischer katholischer Priester und Politiker
- Pereira, Domingos Simões (* 1963), guinea-bissauischer Politiker
- Pereira, Duarte Pacheco († 1533), portugiesischer Seefahrer, Astronom und Geograph
- Pereira, Dulce (* 1954), brasilianische Hochschullehrerin, Umweltaktivistin und Menschenrechtlerin
- Pereira, Dylan (* 1997), luxemburgischer Autorennfahrer
- Pereira, Dylan (* 2002), singapurischer Fußballspieler
- Pereira, Ederson (* 1990), brasilianischer Leichtathlet
- Pereira, Eduardo (* 1954), uruguayischer Fußballspieler
- Pereira, Enrique (1909–1983), uruguayischer Wasserballspieler
- Pereira, Eugénio, osttimoresischer Polizist
- Pereira, Evelina (* 1978), portugiesische Schauspielerin, Sängerin und Model
- Pereira, Everaldo (* 1956), brasilianischer Politiker, Geschäftsmann und Geistlicher der Organisation Assembleias de Deus
- Pereira, Everaldo Matos (* 1976), brasilianischer ehemaliger Fußballspieler
- Pereira, Fabio de Matos (* 1982), brasilianischer Fußballspieler
- Pereira, Fábio Júnior (* 1977), brasilianischer Fußballspieler
- Pereira, Fernando (1950–1985), niederländischer Fotograf portugiesischer Herkunft und Greenpeace-Aktivist
- Pereira, Fernando, são-toméischer Major und Putschist
- Pereira, Florindo, osttimoresischer Politiker
- Pereira, Francisca (* 1942), guinea-bissauische Krankenschwester, Widerstandskämpferin und Politikerin (PAIGC)
- Pereira, Francisco (* 1999), portugiesisch-britischer Handballspieler
- Pereira, Francisco José (1933–2012), brasilianischer Schriftsteller
- Pereira, Gabriel (* 1992), uruguayischer Fußballspieler
- Pereira, Gabriel Antonio (1794–1861), uruguayischer Politiker und zweimaliger Präsident von Uruguay
- Pereira, Geyza, brasilianische Balletttänzerin und Pädagogin
- Pereira, Gómez (1500–1567), spanischer Philosoph, Arzt und Humanist
- Pereira, Gonzalo (* 1997), uruguayischer Fußballspieler
- Pereira, Guzmán (* 1991), uruguayischer Fußballspieler
- Pereira, Hal (1905–1983), US-amerikanischer Filmausstatter
- Pereira, Hamilton (* 1987), uruguayischer Fußballspieler
- Pereira, Heitor, brasilianischer Musiker und Filmkomponist
- Pereira, Henrique Miguel (* 1972), Biodiversitätsforscher
- Pereira, Hildeberto (* 1996), portugiesischer Fußballspieler
- Pereira, I. Rice (1902–1971), US-amerikanische abstrakte Künstlerin, Dichterin und Philosophin
- Pereira, Inês (* 1999), portugiesische Fußballtorhüterin
- Pereira, Ivan (* 1964), indischer Geistlicher, römisch-katholischer Bischof von Jammu-Srinagar
- Pereira, Izabel Rosa (* 1910), brasilianische Supercentenarian
- Pereira, Jacinta Abucau (* 1973), osttimoresische Politikerin
- Pereira, Jackie (* 1964), australische Hockeyspielerin
- Pereira, Jacob Rodrigues (1715–1780), portugiesisch-französischer jüdischer Pädagoge
- Pereira, Jair de Jesús (* 1949), brasilianischer Fußballspieler
- Pereira, Janderson (* 1989), brasilianischer Fußballspieler
- Pereira, Januário, osttimoresischer Politiker
- Pereira, Jasmine (* 1996), neuseeländische Fußballspielerin
- Pereira, João (* 1966), osttimoresischer Beamter und Diplomat
- Pereira, João (* 1984), portugiesischer Fußballspieler und -trainerJoão Pereira (* 1984)

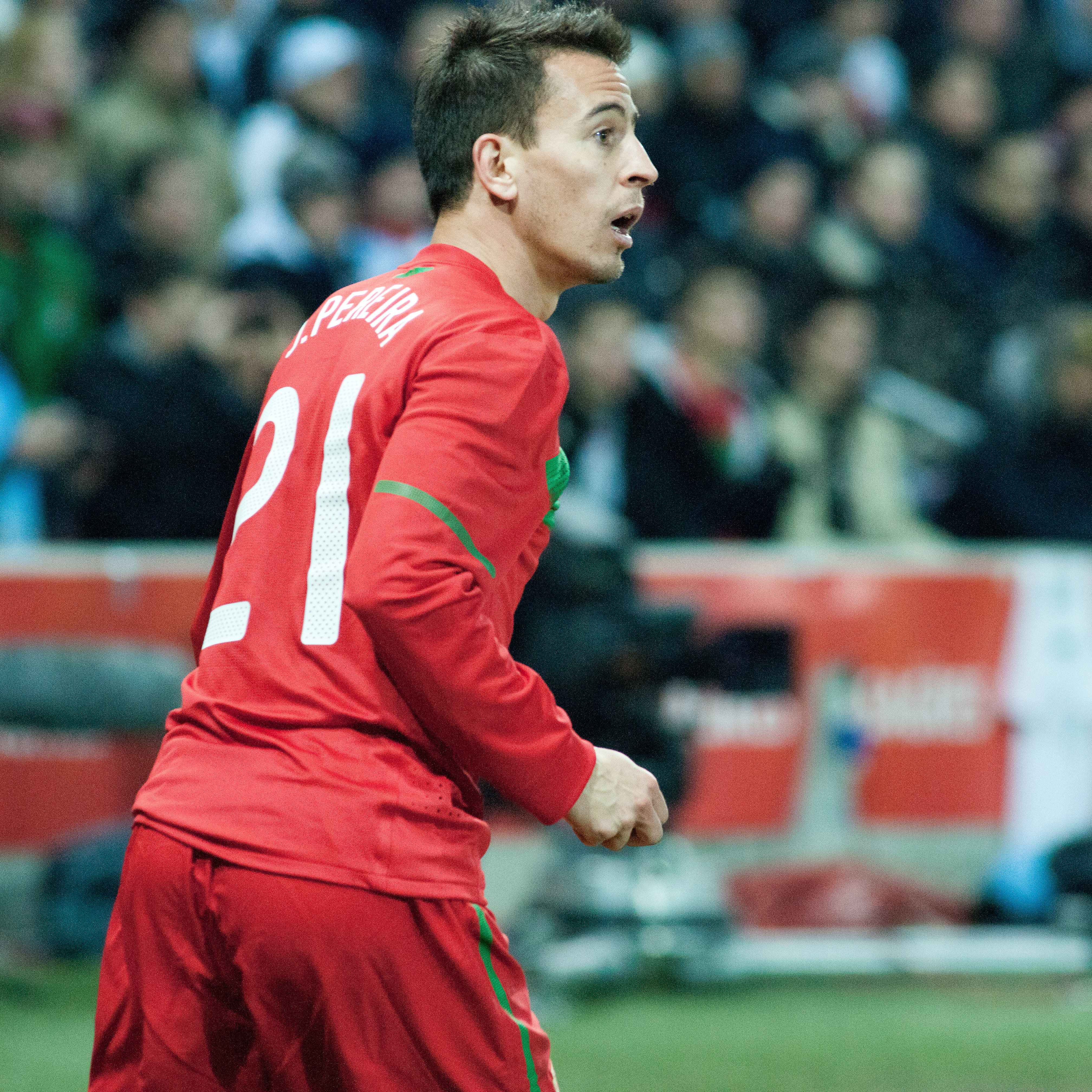
João Pereira (* 1984)

- Pereira, João José (* 1987), portugiesischer Triathlet
- Pereira, João Maria (* 1846), portugiesischer Offizier und Kolonialverwalter
- Pereira, Joel (* 1996), portugiesischer Fußballspieler
- Pereira, Joércio Gonçalves (* 1953), brasilianischer Ordensgeistlicher, emeritierter römisch-katholischer Prälat von Coari
- Pereira, Jonathan (1804–1853), britischer Pharmakologe
- Pereira, Jonathan (* 1987), spanischer Fußballspieler
- Pereira, José (* 1931), portugiesischer Fußballspieler
- Pereira, José de Almeida Batista (1917–2009), brasilianischer Geistlicher; römisch-katholischer Bischof von Sete Lagoas (1955–1964); Bischof von Guaxupé (1964–1976)
- Pereira, José de Aquino (1920–2011), portugiesischer Geistlicher, römisch-katholischer Bischof von Rio Preto
- Pereira, José de Matos (1918–1976), brasilianischer Ordensgeistlicher, römisch-katholischer Bischof von Barretos
- Pereira, José Maria (* 1958), brasilianischer römisch-katholischer Geistlicher, Weihbischof in São Sebastião do Rio de Janeiro
- Pereira, José Miguel Barata (* 1971), portugiesischer römisch-katholischer Geistlicher, Bischof von Guarda
- Pereira, Joshua (* 1997), singapurischer Fußballspieler
- Pereira, Joy Jacqueline (* 1965), malaysische Geowissenschaftlerin
- Pereira, Júlio (* 1953), portugiesischer Musiker und Musikwissenschaftler
- Pereira, Júlio Cernadas (1929–2007), portugiesischer Fußballspieler und -trainer
- Pereira, Kléber (* 1975), brasilianischer Fußballspieler
- Pereira, Lawrence (1876–1938), indischer Geistlicher, römisch-katholischer Bischof von Kottar
- Pereira, Leandro (* 1991), brasilianischer Fußballspieler
- Pereira, Leobaldo (* 1972), kubanischer Kanute
- Pereira, Leonardo de Miranda (* 1936), brasilianischer Geistlicher, emeritierter römisch-katholischer Bischof von Paracatu
- Pereira, Leovigildo Amaral (* 1961), osttimoresischer Beamter
- Pereira, Libório, osttimoresischer Beamter
- Pereira, Lídia (* 1991), portugiesische Politikerin (PSD), MdEP
- Pereira, Longinus Gabriel (1911–2004), indischer Geistlicher, Weihbischof in Bombay
- Pereira, Luísa Duarte Silva Teotónio, portugiesische Feministin und Osttimor-Aktivistin
- Pereira, Luiz Carlos (* 1960), brasilianischer Fußballspieler
- Pereira, Mafalda (* 1976), portugiesische Freestyle-Skisportlerin
- Pereira, Manuel (* 1961), spanischer Degenfechter
- Pereira, Manuel de Castro (* 1961), osttimoresischer Politiker
- Pereira, Manuela Leong (* 1969), osttimoresische Frauenrechtlerin und Rechtsanwältin
- Pereira, Marcela, chilenische Biathletin
- Pereira, Maria (1876–1916), österreichische Schriftstellerin
- Pereira, Maria do Céu (1953–1979), osttimoresische Frauenrechtlerin und Unabhängigkeitsaktivistin
- Pereira, Maria Natércia Gusmão (* 1968), osttimoresische Präsidentin des Tribunal de Recurso, Osttimors höchstem Gericht
- Pereira, Matheus (* 1996), brasilianischer FußballspielerMatheus Pereira (* 1996)

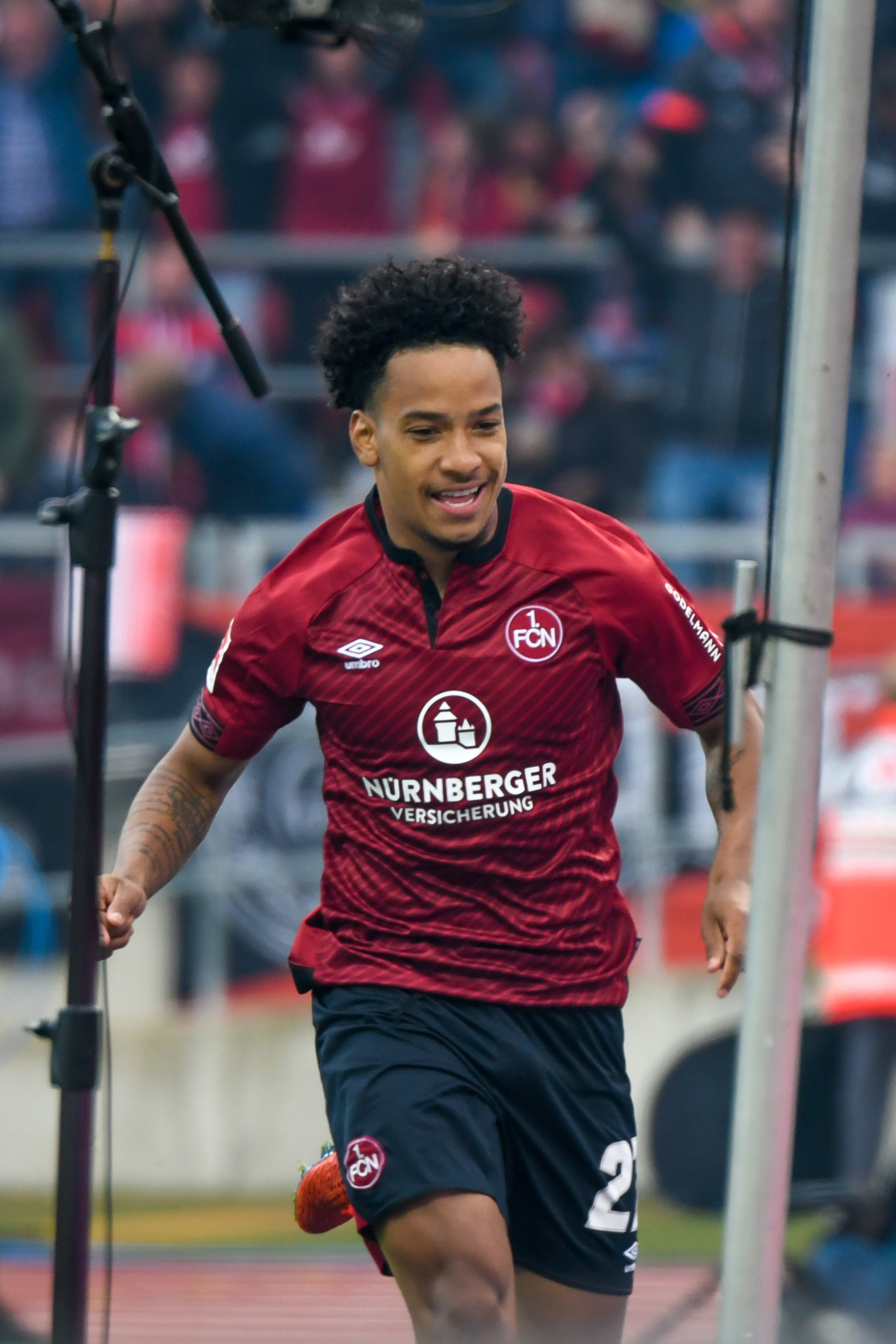
Matheus Pereira (* 1996)

- Pereira, Matheus (* 1997), brasilianischer Fußballspieler
- Pereira, Matías (* 1992), uruguayischer Fußballspieler
- Pereira, Mauro (* 1998), portugiesischer Sprinter
- Pereira, Maxi (* 1984), uruguayischer Fußballspieler
- Pereira, Maximiliano (1993–2020), uruguayischer Fußballspieler
- Pereira, Michel Garbini (* 1981), brasilianischer Fußballspieler
- Pereira, Mickaël (* 1987), französischer Fußballspieler
- Pereira, Miguel (* 1975), angolanischer Fußballspieler und -trainer
- Pereira, Natália (* 1989), brasilianische Volleyballspielerin
- Pereira, Nélson Alexandre Gomes (* 1975), portugiesischer Fußballtorhüter
- Pereira, Nicolás (* 1970), venezolanischer Tennisspieler
- Pereira, Nino (* 1974), osttimoresischer Politiker
- Pereira, Nuno (* 2000), portugiesischer Mittelstreckenläufer
- Pereira, Nuno Álvares (1360–1431), portugiesischer Heerführer und Karmelit, Laienbruder und SeligerNuno Álvares Pereira (1360–1431)

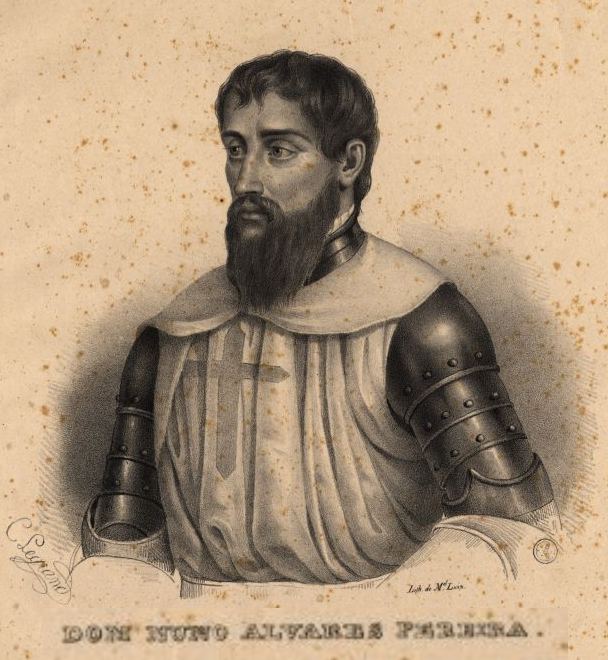
Nuno Álvares Pereira (1360–1431)

- Pereira, Nuno Teotónio (1922–2016), portugiesischer Architekt
- Pereira, Pablo (* 1985), uruguayischer Fußballspieler
- Pereira, Pablo (* 1986), uruguayischer Fußballspieler
- Pereira, Pascoela dos Santos (* 1981), osttimoresischer Paralympiateilnehmer
- Pereira, Paula (* 1988), brasilianische Badmintonspielerin
- Pereira, Paulo (* 1965), portugiesischer Handballtrainer
- Pereira, Paulo de Sousa (* 1969), portugiesischer Unternehmer
- Pereira, Pedro (* 1998), portugiesischer Fußballspieler
- Pereira, Pedro Silva (* 1962), portugiesischer Politiker, MdEP und Jurist
- Pereira, Rafael (* 1997), brasilianischer Hürdenläufer
- Pereira, Raimundo (* 1956), guinea-bissauischer Politiker, Präsident der Nationalversammlung
- Pereira, Rebeca (* 1993), brasilianische Tennisspielerin
- Pereira, Ricardo (* 1993), portugiesischer Fußballspieler
- Pereira, Rodrigo Frank (* 1981), brasilianischer Fußballspieler
- Pereira, Rubén (* 1968), uruguayischer Fußballspieler
- Pereira, Rui (* 1956), portugiesischer Politiker und Innenminister Portugals
- Pereira, Sandra (* 1986), portugiesische Sängerin
- Pereira, Sayra (* 2000), mexikanische Handballspielerin
- Pereira, Shanti (* 1996), singapurische Sprinterin
- Pereira, Simeon Anthony (1927–2006), pakistanischer Geistlicher und römisch-katholischer Erzbischof von Karatschi
- Pereira, Solange (* 1989), portugiesisch-spanische Leichtathletin
- Pereira, Teliana (* 1988), brasilianische Tennisspielerin
- Pereira, Thiago (* 1986), brasilianischer Schwimmer
- Pereira, Tiago (* 1993), portugiesischer Dreispringer
- Pereira, Tomás (1645–1708), portugiesischer jesuitischer China-Missionar
- Pereira, Valdemir (* 1974), brasilianischer Boxer im Federgewicht
- Pereira, Victor Bobsin (* 2000), brasilianisch-spanischer Fußballspieler
- Pereira, Vinício († 2007), portugiesischer Sportfunktionär
- Pereira, Virgílio (* 1978), osttimoresischer Politiker
- Pereira, Vítor (* 1968), portugiesischer Fußballspieler und -trainerVítor Pereira (* 1968)

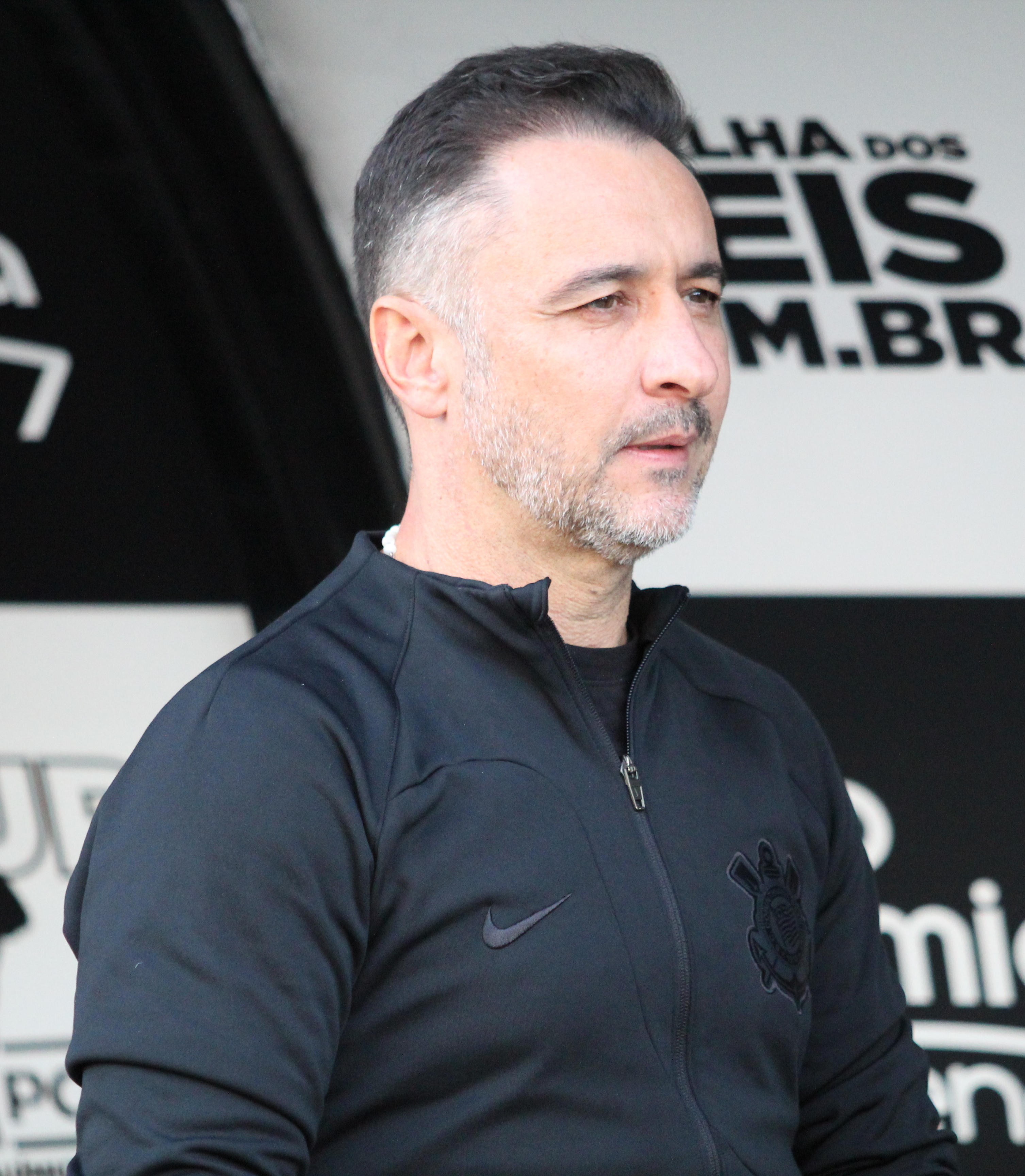
Vítor Pereira (* 1968)

- Pereira, Vítor Melo (* 1957), portugiesischer Fußballschiedsrichter
- Pereira, William (1909–1985), US-amerikanischer Architekt
- Pereira, Zeni (1924–2002), brasilianische Schauspielerin
- Pereira-Arnstein, Henriette von (1780–1859), österreichische Pianistin und Gastgeberin eines Wiener Salons
- Pereira-Pacheco y Ruiz, Antonio (1790–1858), spanischer Geistlicher und Schriftsteller
- Pereire, Émile (1800–1875), französischer Finanzmann und Publizist
- Pereire, Eugène (1831–1908), französischer Bankier
- Pereire, Isaac (1806–1880), französischer Finanzmann, Industrieller, Publizist und Mäzen portugiesisch-sephardischer Herkunft
- Pereirinha, Bruno (* 1988), portugiesischer Fußballspieler
- Pereiro, Gastón (* 1995), uruguayischer Fußballspieler
- Pereiro, Lois (1958–1996), spanischer Dichter, Schriftsteller und Übersetzer
- Pereiro, Maximiliano (* 1990), uruguayischer Fußballspieler
- Pereiro, Orlando (* 1982), spanischer Eishockeyspieler
- Pereiro, Óscar (* 1977), spanischer RadrennfahrerÓscar Pereiro (* 1977)

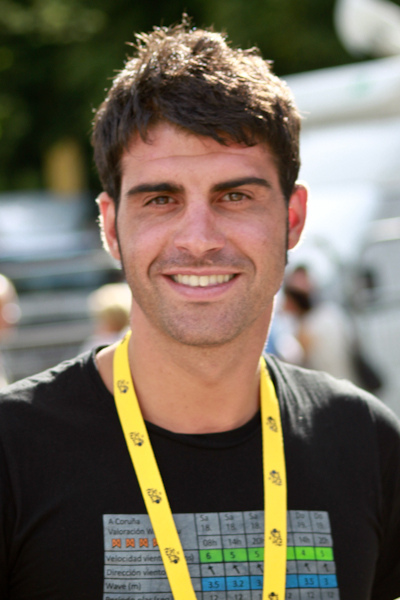
Óscar Pereiro (* 1977)

### Perej
- Perejaslawez, Michail Wladimirowitsch (1949–2020), sowjetisch-russischer Bildhauer und Hochschullehrer
- Perejaslawzewa, Sofja Michailowna (1849–1903), russische Zoologin und Hochschullehrerin
- Perejaume (* 1957), spanischer bildender Künstler und Poet
- Perejesława († 1283), Herzog von Masowien

### Perek
- Perek, Luboš (1919–2020), tschechischer Astronom
- Perekli, Necmi (* 1948), türkischer Fußballspieler

### Perel
- Perel, deutsche Sängerin, Produzentin und DJ
- Perel, David (* 1985), südafrikanischer Autorennfahrer
- Perel, Esther (* 1958), belgische Psychotherapeutin und Autorin
- Perel, Sally (1925–2023), israelischer Autor deutscher HerkunftSally Perel (1925–2023)

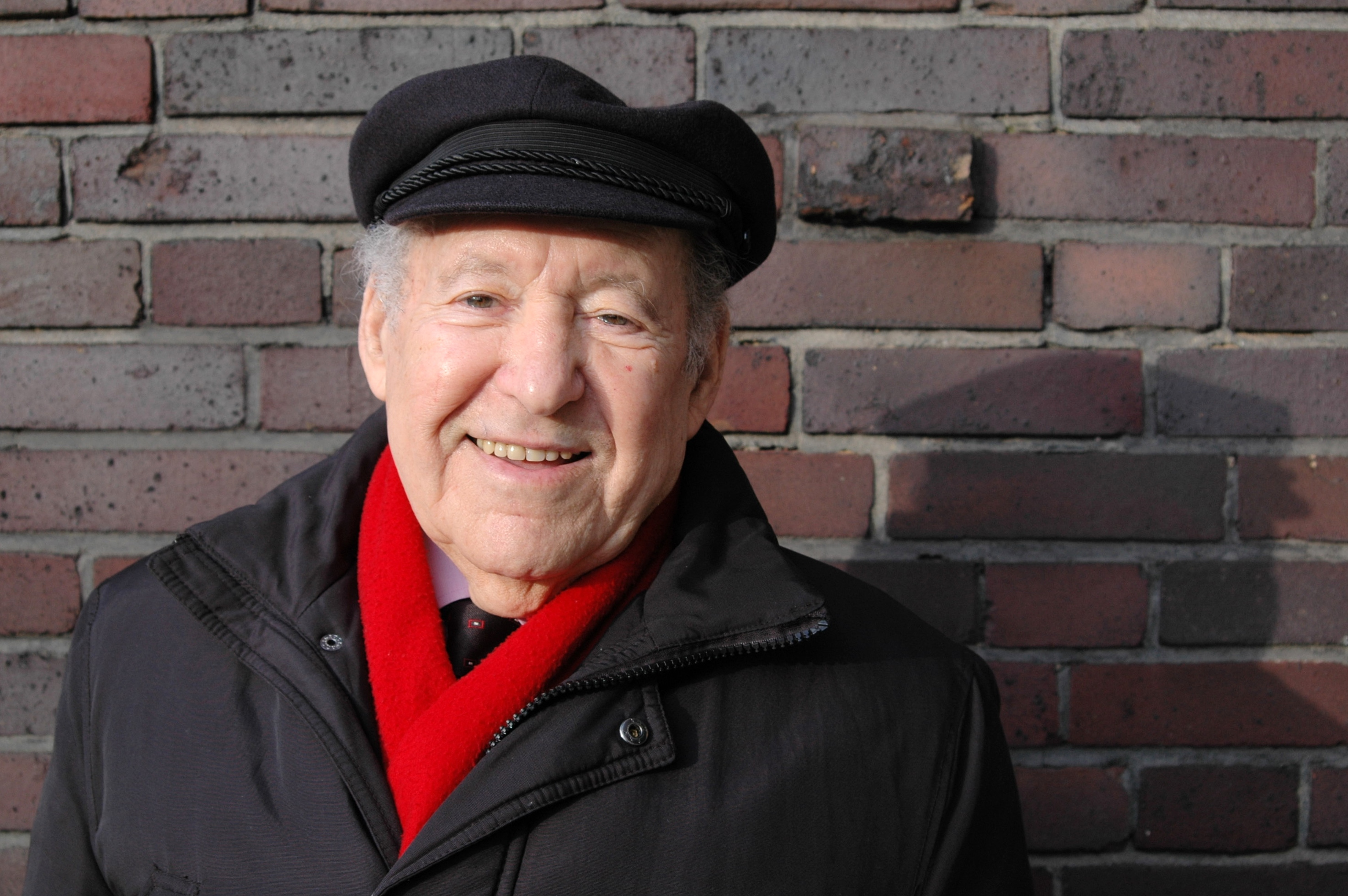
Sally Perel (1925–2023)

- Perel, Wladimir Idelewitsch (1928–2007), russischer Physiker und Hochschullehrer
- Perelberg, Rosine Jozef (* 1951), britische Psychoanalytikerin
- Pereli, Dora, US-amerikanische Schauspielerin, Sängerin und Musikerin
- Perella, Marco (* 1949), US-amerikanischer Schauspieler und Musiker
- Perelle, Gabriel (1604–1677), französischer Maler, Grafiker, Kupferstecher und Radierer
- Perelli, Luigi (* 1937), italienischer Fernsehregisseur, Dokumentarfilmer und Drehbuchautor
- Perelló i Fiol, Marià (1886–1960), katalanischer Violinist und Musikpädagoge
- Perelló, Juan Andrés (* 1957), spanischer Politiker (PSOE), MdEP
- Perelló, Rossend (1912–1976), spanischer Schriftsteller katalanischer Sprache
- Perelló, Shirley (* 1986), honduranische Fußballschiedsrichterassistentin
- Perellos y Roccaful, Ramon (1637–1720), Großmeister des Malteserorden
- Perelman Striks, Omer (* 1993), israelischer Schauspieler
- Perelman, Chaim (1912–1984), polnisch-belgischer Jurist, Moral- und Rechtsphilosoph
- Perelman, Grigori Jakowlewitsch (* 1966), russischer MathematikerGrigori Jakowlewitsch Perelman (* 1966)

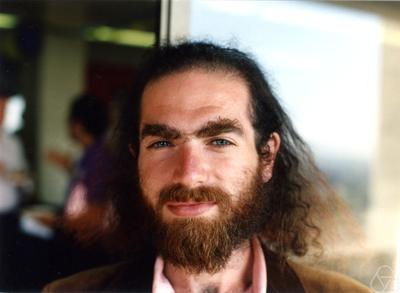
Grigori Jakowlewitsch Perelman (* 1966)

- Perelman, Ivo (* 1961), brasilianischer Jazzmusiker
- Perelman, Jakow Issidorowitsch (1882–1942), russischer Wissenschaftler, Wissenschaftler, Journalist und Autor
- Perelman, Natan Jefimowitsch (1906–2002), sowjetischer Pianist
- Perelman, Ronald (* 1943), US-amerikanischer Investor
- Perelman, S. J. (1904–1979), US-amerikanischer Drehbuchautor, Schriftsteller und Humorist
- Perelman, Vadim (* 1963), ukrainisch-US-amerikanischer Filmemacher
- Perels, Emil (1837–1893), deutscher Agrarwissenschaftler und Ingenieur
- Perels, Ernst (1882–1945), deutscher Historiker
- Perels, Ferdinand (1836–1903), deutscher Militärjurist und Seerechtler
- Perels, Friedrich Justus (1910–1945), deutscher Widerstandskämpfer
- Perels, Joachim (* 1942), deutscher Politikwissenschaftler
- Perels, Kurt (1878–1933), deutscher Jurist und Richter, Hochschullehrer in Greifswald und Hamburg
- Perelshteyn, Eugene (* 1980), US-amerikanischer Schachgroßmeister sowjetischer Herkunft
- Perelson, Alan (* 1947), US-amerikanischer Biophysiker
- Perelšteinas, Hermanas (1923–1998), litauischer Chordirigent und Musikpädagoge

### Peren
- Peren, Franz Wilhelm (* 1959), deutscher Wirtschaftswissenschaftler
- Peren, Maggie (* 1974), deutsche Drehbuchautorin und FilmregisseurinMaggie Peren (* 1974)

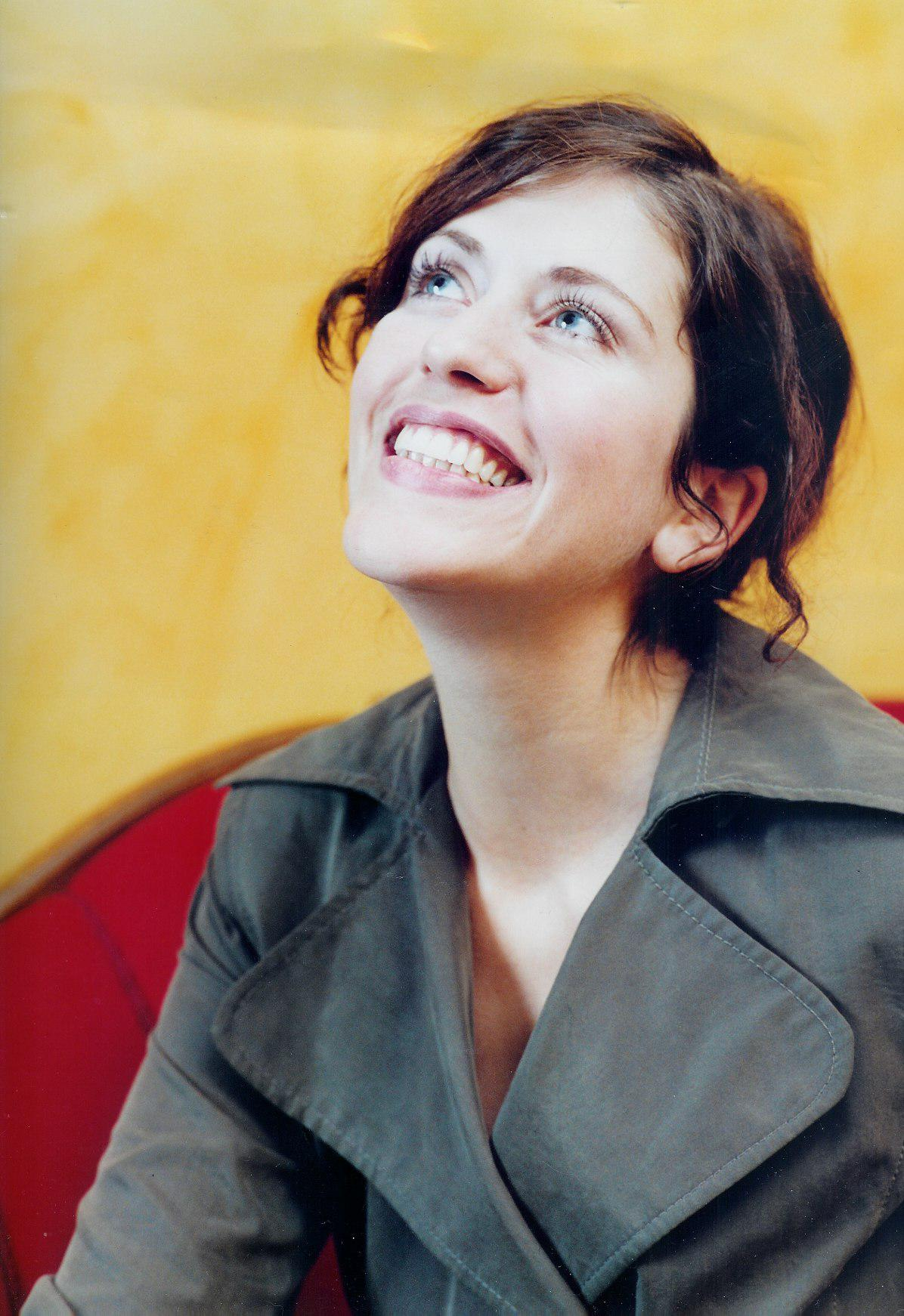
Maggie Peren (* 1974)

- Perenčević, Vanja (* 2000), kroatische Handball- und Beachhandballspielerin
- Perenchio, Jerry (1930–2017), US-amerikanischer Unternehmer, Kunstsammler und Mäzen
- Perenni, Luigi (1913–1943), italienischer Skisportler und Soldat
- Perennis, Tigidius, Prätorianerpräfekt
- Perens, Bruce (* 1958), US-amerikanischer Informatiker, ehemaliger Projektleiter für Debian, und Hauptautor der Open-Source-Definition
- Perentin, Giuseppe (1906–1981), italienischer Schwimmer
- Perentin, Valerio (1909–1998), italienischer Ruderer
- Perényi, Eleanor (1918–2009), US-amerikanische Autorin
- Perényi, Ladislav (* 1955), deutscher Sportfotograf und ehemaliger Leistungsschwimmer
- Perényi, Miklós (* 1948), ungarischer Cellist
- Perényi, Zsigmond (1783–1849), ungarischer Politiker, Revolutionär und Präsident des Magnatenhauses
- Perényi, Zsigmond (1870–1946), ungarischer Politiker, Innenminister und Präsident des Oberhauses

### Perep
- Perepeczko, Marek (1942–2005), polnischer SchauspielerMarek Perepeczko (1942–2005)

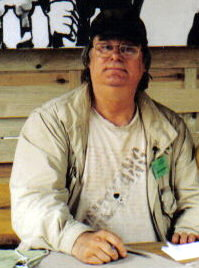
Marek Perepeczko (1942–2005)

- Perepelkina, Jelena Iwanowna (* 1982), russische Ringerin
- Perepelova, Lyubov (* 1979), usbekische Sprinterin
- Perepetschajewa, Kazjaryna (* 1991), belarussische Billardspielerin
- Perepetschonow, Oleg Alexandrowitsch (* 1975), russischer Gewichtheber
- Perepjolkin, Jewgeni Jakowlewitsch (1906–1938), sowjetischer Astronom
- Perepjolkina, Marija Nikolajewna (* 1984), russische Volleyballspielerin
- Perepjolkina, Tatjana (* 1967), russische Marathonläuferin
- Perepļotkins, Andrejs (* 1984), lettischer Fußballspieler

### Perer
- Perera, Cletus Chandrasiri (* 1947), sri-lankischer Ordensgeistlicher, emeritierter römisch-katholischer Bischof von Ratnapura
- Perera, Elmo Noel Joseph (1932–2015), sri-lankischer Geistlicher, römisch-katholischer Bischof von Galle
- Perera, Franck (* 1984), französischer Automobilrennfahrer
- Perera, Gamini Jayawickrama (1941–2024), sri-lankischer Politiker
- Perera, Harold Anthony (* 1951), sri-lankischer Geistlicher, römisch-katholischer Bischof von Kurunegala
- Perera, Hasini (* 1995), sri-lankische Cricketspielerin
- Perera, Hettikamkanamge (* 1978), sri-lankischer Fußballschiedsrichter
- Perera, Jesús (* 1980), spanischer Fußballspieler
- Perera, Kusal (* 1990), sri-lankischer Cricketspieler
- Perera, Sameera (* 1989), sri-lankischer Fußballspieler
- Perera, Sasha (* 1979), sri-lankisch-britische Musikerin und DJSasha Perera (* 1979)

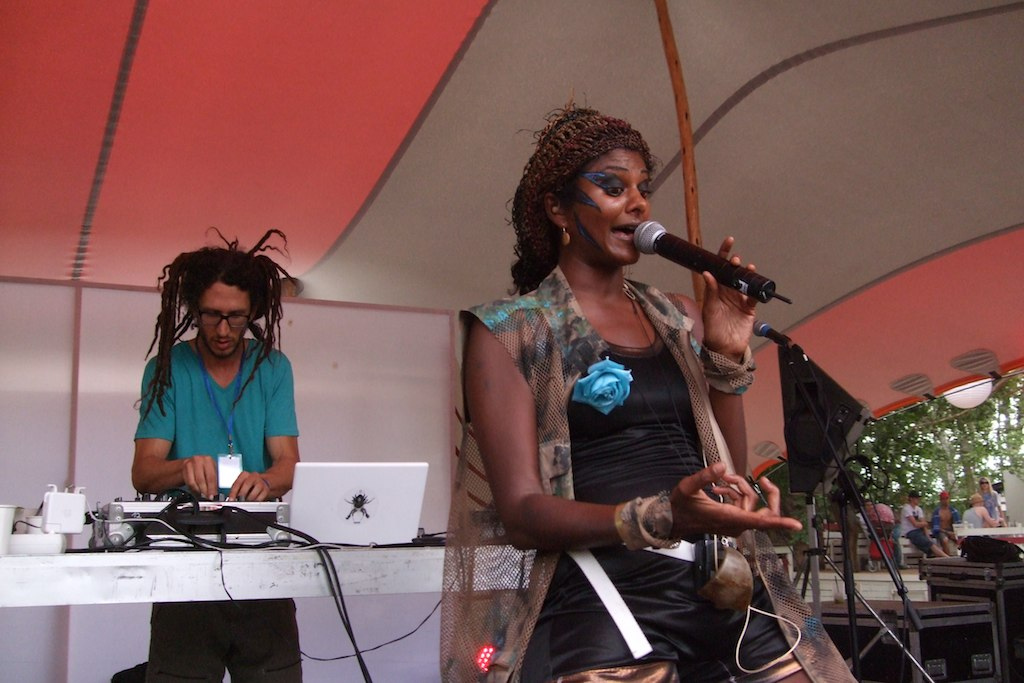
Sasha Perera (* 1979)

- Perera, Selapperuma Nirantha (* 1984), sri-lankischer Fußballspieler
- Perera, Tom (* 1938), US-amerikanischer emeritierter Hochschul-Professor
- Pererius, Benedictus (1535–1610), Theologe und Philosoph aus dem Königreich Aragon

### Peres
- Peres, Asher (1934–2005), israelischer Physiker
- Peres, Basil Salvador Theodore (1900–1958), indischer Geistlicher, römisch-katholischer Bischof von Mangalore
- Peres, Bruno (* 1990), brasilianischer Fußballspieler
- Peres, Constanze (* 1957), deutsche Philosophin
- Peres, Crispina, afrikanische Signare und Sklavenhändlerin
- Peres, Gabriel (* 1997), brasilianischer Fußballspieler
- Peres, Gerson (1931–2020), brasilianischer Politiker
- Pérès, Jean-Marie (1915–1998), französischer Meeresbiologe
- Peres, Jefferson (1932–2008), brasilianischer Politiker (PDT) und Hochschullehrer
- Pérès, Joseph (1890–1962), französischer Mathematiker
- Peres, Judith (* 1984), deutsche Schauspielerin, Musicaldarstellerin, Operettensängerin und Synchronsprecherin
- Peres, Luan (* 1994), brasilianischer Fußballspieler
- Pérès, Marcel (1898–1974), französischer Schauspieler
- Pérès, Marcel (* 1956), französischer Musikwissenschaftler und Kirchenmusiker
- Peres, Melanie (* 1971), deutsch-israelische Schauspielerin, Sängerin und Model
- Peres, Schimon (1923–2016), israelischer PolitikerSchimon Peres (1923–2016)

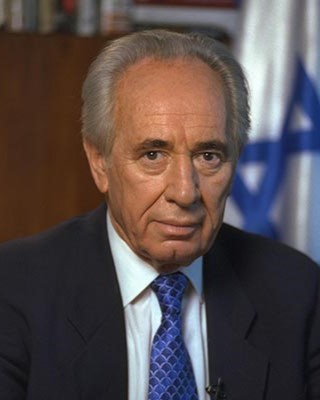
Schimon Peres (1923–2016)

- Peres, Valdir (1951–2017), brasilianischer Fußballspieler
- Peres, Yuval (* 1963), israelischer Mathematiker
- Peres-Lethmate, Edith (1927–2017), deutsche Bildhauerin
- Pereschogin, Alexander Walerjewitsch (* 1983), russischer Eishockeyspieler
- Perešin, Rudolf (1958–1995), kroatischer Pilot im Kroatienkrieg
- Peress, Gilles (* 1946), französischer Foto-Reporter
- Peress, Maurice (1930–2017), US-amerikanischer Dirigent und Arrangeur
- Peressekyna, Olena (* 1953), sowjetische Ruderin
- Peressild, Julija Sergejewna (* 1984), russische SchauspielerinJulija Sergejewna Peressild (* 1984)

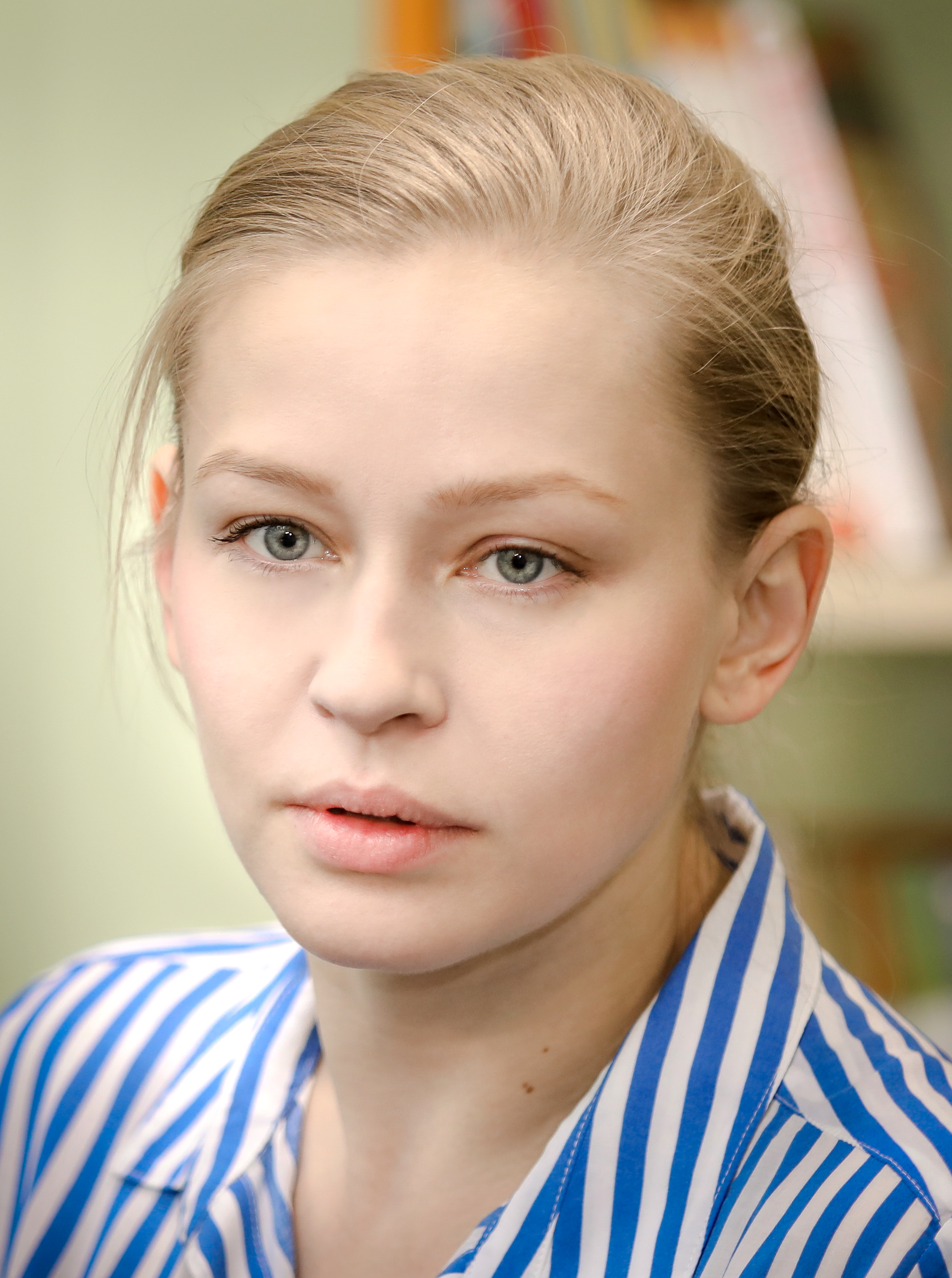
Julija Sergejewna Peressild (* 1984)

- Peressunko, Oleksandr (* 2000), ukrainischer Eishockeyspieler
- Peressypkin, Oleg Gerassimowitsch (* 1935), sowjetischer Botschafter in der JAR, Libyen, russischer Botschafter im Libanon
- Perestiani, Iwan Nikolajewitsch (1870–1959), russisch-sowjetischer Schauspieler, Filmregisseur und Drehbuchautor
- Perestrelo e Moniz, Filipa de, portugiesische Adlige, Ehefrau von Christoph Kolumbus
- Perestrelo, Bartolomeu, portugiesischer Seefahrer
- Perestu Kadın († 1904), osmanische Prinzessin, Ehefrau des osmanischen Sultans und Valide Sultan

### Peret
- Peret (1935–2014), spanischer Sänger und Gitarrist
- Péret, Benjamin (1899–1959), französischer Dichter und Schriftsteller des Surrealismus
- Péret, Raoul (1870–1942), französischer Jurist und Politiker
- Pereth, Johann Friedrich (1643–1722), Salzburger Barockmaler
- Peretjagin, Sergei Wiktorowitsch (* 1984), russischer Eishockeyspieler
- Peretjatkowitsch, Marian Marianowitsch (1872–1916), russischer Architekt, Stadtplaner und Hochschullehrer
- Peretruchin, Wladimir Fedorowitsch (* 1940), russischer Chemiker
- Peretti di Montalto, Francesco (1595–1655), italienischer Geistlicher, Bischof und Kardinal der Römischen Kirche
- Peretti, Achille (1911–1983), französischer Politiker, Mitglied der Nationalversammlung
- Peretti, Alessandro (1571–1623), italienischer Kardinal
- Peretti, Camille de (* 1980), französische Autorin
- Peretti, Carlo (1930–2018), italienischer Wasserballspieler
- Peretti, Chelsea (* 1978), US-amerikanische Schauspielerin, Komikerin und DrehbuchautorinChelsea Peretti (* 1978)

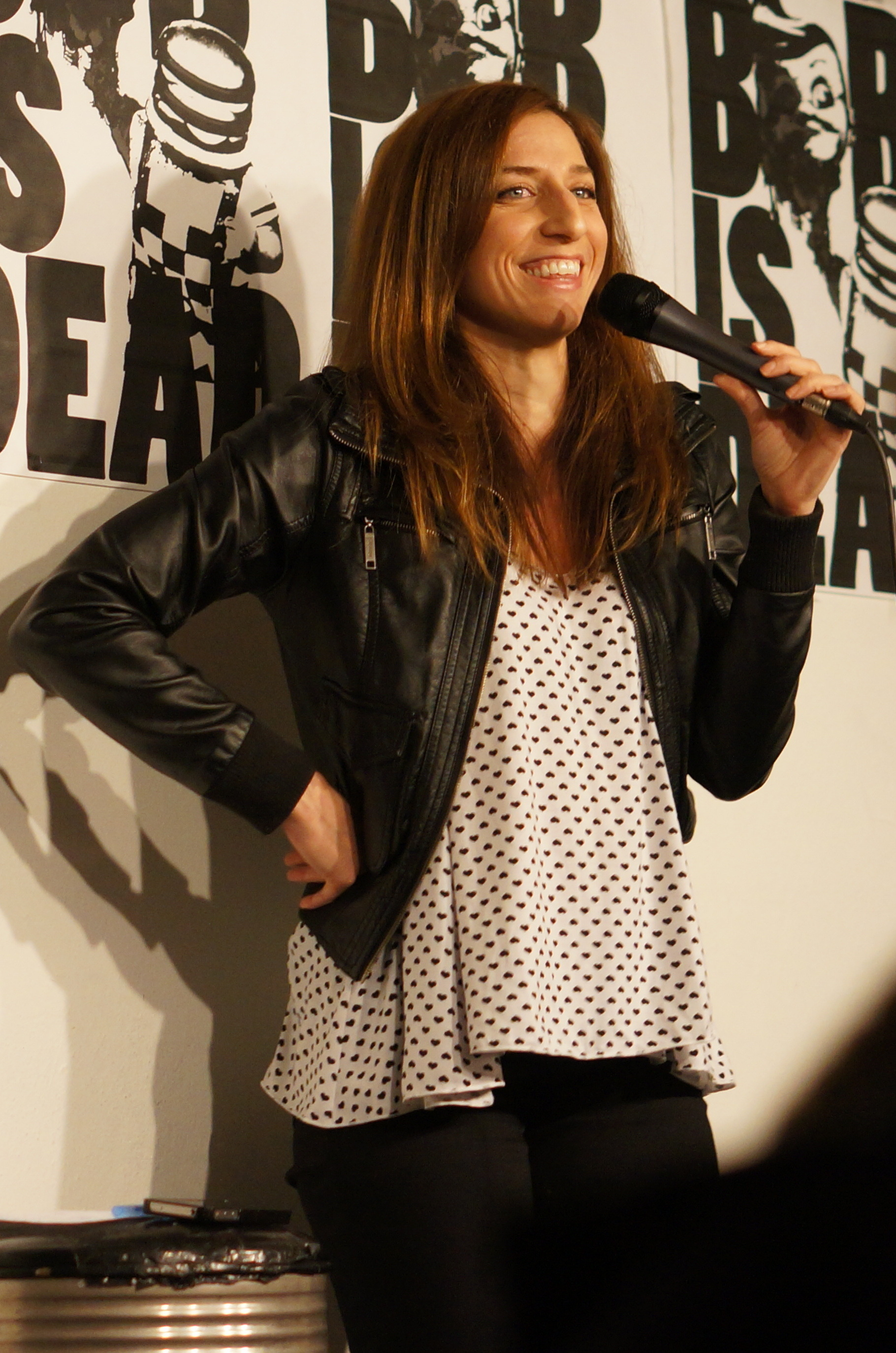
Chelsea Peretti (* 1978)

- Peretti, Frank E. (* 1951), US-amerikanischer Schriftsteller
- Peretti, Fritz (1895–1978), deutscher Bildhauer
- Peretti, Giorgio (* 1981), italienischer Fußballschiedsrichterassistent
- Peretti, Lucia (* 1990), italienische Shorttrackerin
- Peretti, Marzia (* 1965), italienische Eisschnellläuferin und Shorttrackerin
- Peretti, Niccolò, italienischer Opernsänger (Kastrat/Alt), Impresario und Freimaurer
- Peretti, Pier Damiano (* 1974), italienischer Organist und Komponist
- Peretto, Delphyne (* 1982), französische Biathletin
- Peretyatko, Olga (* 1980), russische Opernsängerin (Koloratursopran)
- Peretz, Amir (* 1952), israelischer Politiker und Gewerkschafter
- Peretz, Daniel (* 2000), israelischer FußballtorhüterDaniel Peretz (* 2000)

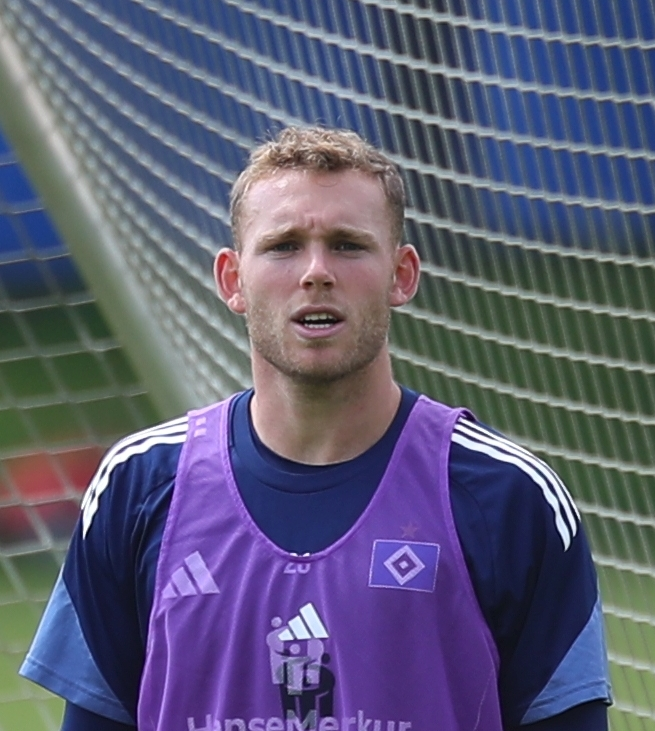
Daniel Peretz (* 2000)

- Peretz, Dor (* 1995), israelischer Fußballspieler
- Peretz, Eliel (* 1996), israelischer Fußballspieler
- Peretz, Jitzchak (1936–2002), israelischer Politiker und Knessetabgeordneter
- Peretz, Jitzchak Chaim (* 1938), israelischer Politiker, Minister und Knesset-Abgeordneter
- Peretz, Rafi (* 1956), israelischer Politiker, Brigadegeneral und Rabbiner
- Peretz, Wolodymyr (1870–1935), ukrainisch-sowjetischer Literaturwissenschaftler, Literaturkritiker, Volkskundler und Linguist
- Peretz, Yitzhak (1953–2021), israelischer Fußballspieler

### Perew
- Perew, Robert (1923–1999), US-amerikanischer Ruderer
- Perewalow, Wiktor Porfirjewitsch (1949–2010), sowjetischer bzw. russischer Schauspieler
- Perewersew, Eduard (* 1953), sowjetischer Hürdenläufer
- Perewersew, Iwan Fjodorowitsch (1914–1978), sowjetischer Schauspieler
- Perewersew, Walerian Fjodorowitsch (1882–1968), sowjetischer Literaturwissenschaftler
- Perewersew, Wiktor Michailowitsch (* 1958), russisch-sowjetischer Ruderer und Olympiazweiter
- Perewersjew, Serhij (* 1955), ukrainischer Mathematiker und Hochschullehrer
- Perewosnikow, Serhij (* 1995), ukrainischer Leichtathlet

### Perey
- Perey, André (1931–2007), Schweizer Politiker (FDP)
- Perey, Marguerite (1909–1975), französische Chemikerin und Physikerin
- Pereyns, Simon († 1589), flämisch-spanisch-mexikanischer Maler
- Pereyra, Carlos Julio (1922–2020), uruguayischer Politiker und Autor
- Pereyra, Darío (* 1956), uruguayischer Fußballspieler und Trainer
- Pereyra, Eduardo (1900–1973), argentinischer Tangopianist, Bandleader und Tangokomponist
- Pereyra, Federico (* 1988), argentinischer Volleyballspieler
- Pereyra, Fernanda (* 1991), argentinische Beachvolleyballspielerin
- Pereyra, Guillermo (* 1980), argentinischer Fußballspieler
- Pereyra, Joaquín (* 1994), uruguayischer Fußballspieler
- Pereyra, Julián (* 1999), argentinischer Hürdenläufer
- Pereyra, Luis (* 1965), argentinischer Tänzer und Choreograf
- Pereyra, Marianela (* 1979), argentinisch-amerikanische Schauspielerin und Moderatorin
- Pereyra, Mauricio (* 1990), uruguayischer Fußballspieler
- Pereyra, Nicolás (* 1983), uruguayischer Fußballspieler
- Pereyra, Roberto (* 1991), argentinischer Fußballspieler
- Pereyra, Virgílio (* 1928), uruguayischer Radrennfahrer
- Pereyra, Zenón M., Astronom

### Perez

#### Perez A
- Pérez Abellán, Antonio (* 1969), spanischer Pianist und Musikpädagoge
- Pérez Alarcón, Lucciana (* 2005), peruanische Tennisspielerin
- Pérez Aracil, Miguel Alfonso (* 1980), spanischer Fußballspieler
- Pérez Arce, Gonzalo (* 1998), spanischer Handballspieler

#### Perez B
- Pérez Balladares, Ernesto (* 1946), panamaischer Politiker und Staatspräsident
- Pérez Biscayart, Nahuel (* 1986), argentinischer Film- und FernsehschauspielerNahuel Pérez Biscayart (* 1986)

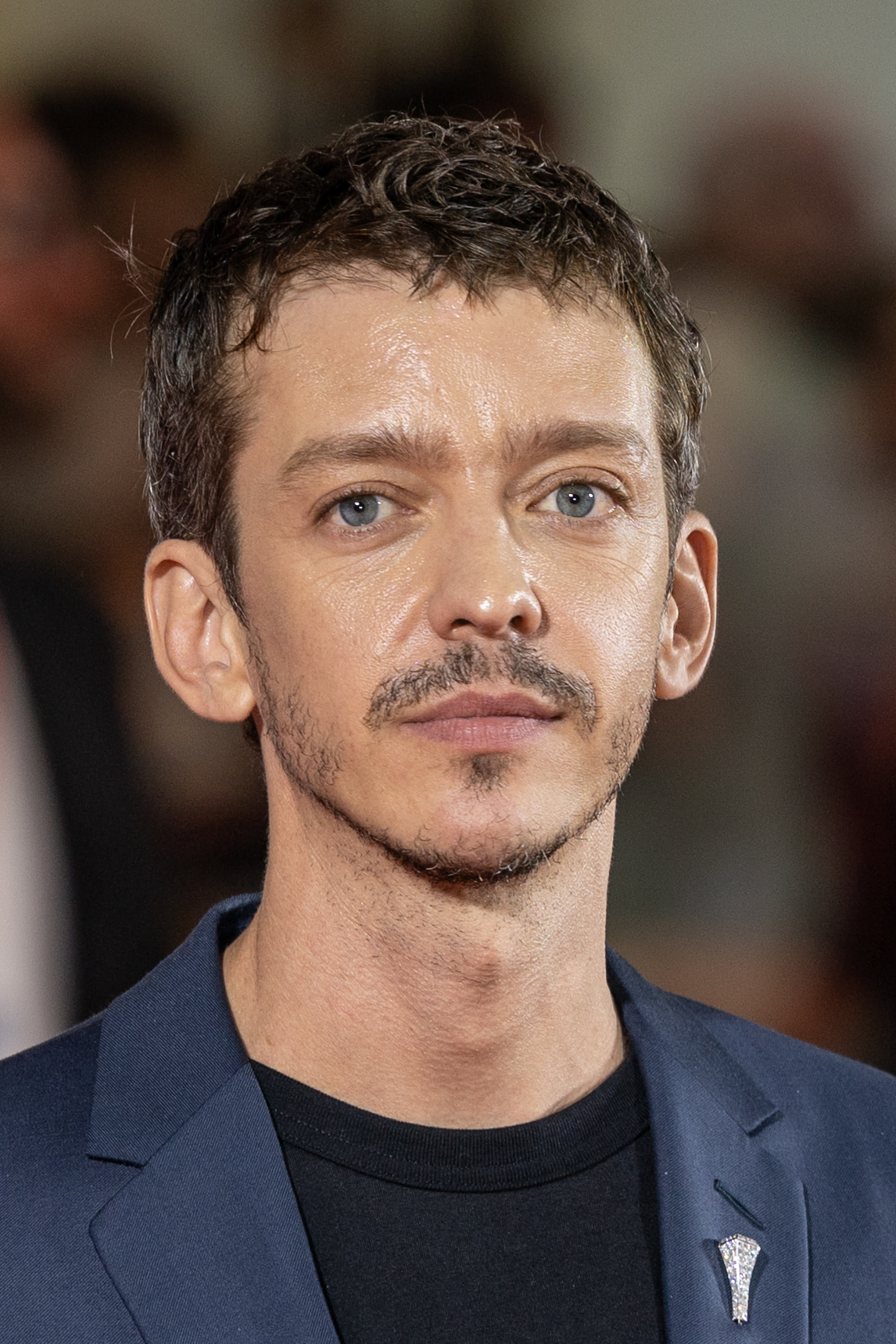
Nahuel Pérez Biscayart (* 1986)

- Pérez Bonalde, Juan Antonio (1846–1892), venezolanischer Dichter, Übersetzer
- Pérez Bouquet, Sebastián (* 2003), mexikanischer Fußballspieler
- Perez Box, Ana (* 1995), spanische Judoka
- Pérez Bravo, Alfredo Rogerio (* 1956), mexikanischer Botschafter
- Pérez Brito, Benito (1747–1813), spanischer Offizier und Kolonialverwalter, Vizekönig von Neugranada
- Pérez Brunicardi, Manuel (* 1978), spanischer Skibergsteiger

#### Perez C
- Pérez Caicedo, Marco (* 1967), ecuadorianischer Geistlicher, römisch-katholischer Erzbischof von Cuenca
- Pérez Canca, José Luis (1971–2015), spanischer Handballspieler
- Pérez Capdevila, Javier (* 1963), kubanischer Mathematiker
- Pérez Cárdenas, Maritza (* 1967), kubanische Judoka
- Pérez Cardona, Sebastián (* 1993), kolumbianischer Fußballspieler
- Pérez Casas, Bartolomé (1873–1956), spanischer Komponist, Dirigent und Musikpädagoge
- Pérez Companc, Gregorio (* 1934), argentinischer Unternehmer
- Pérez Companc, Luís (* 1972), argentinischer Autorennfahrer und Unternehmer
- Pérez Cordoba, Rafael Ángel (1946–2019), costa-ricanischer Langstreckenläufer
- Pérez Cruz, Sílvia (* 1983), spanische Weltmusik-Künstlerin (Gesang, Komposition)Sílvia Pérez Cruz (* 1983)

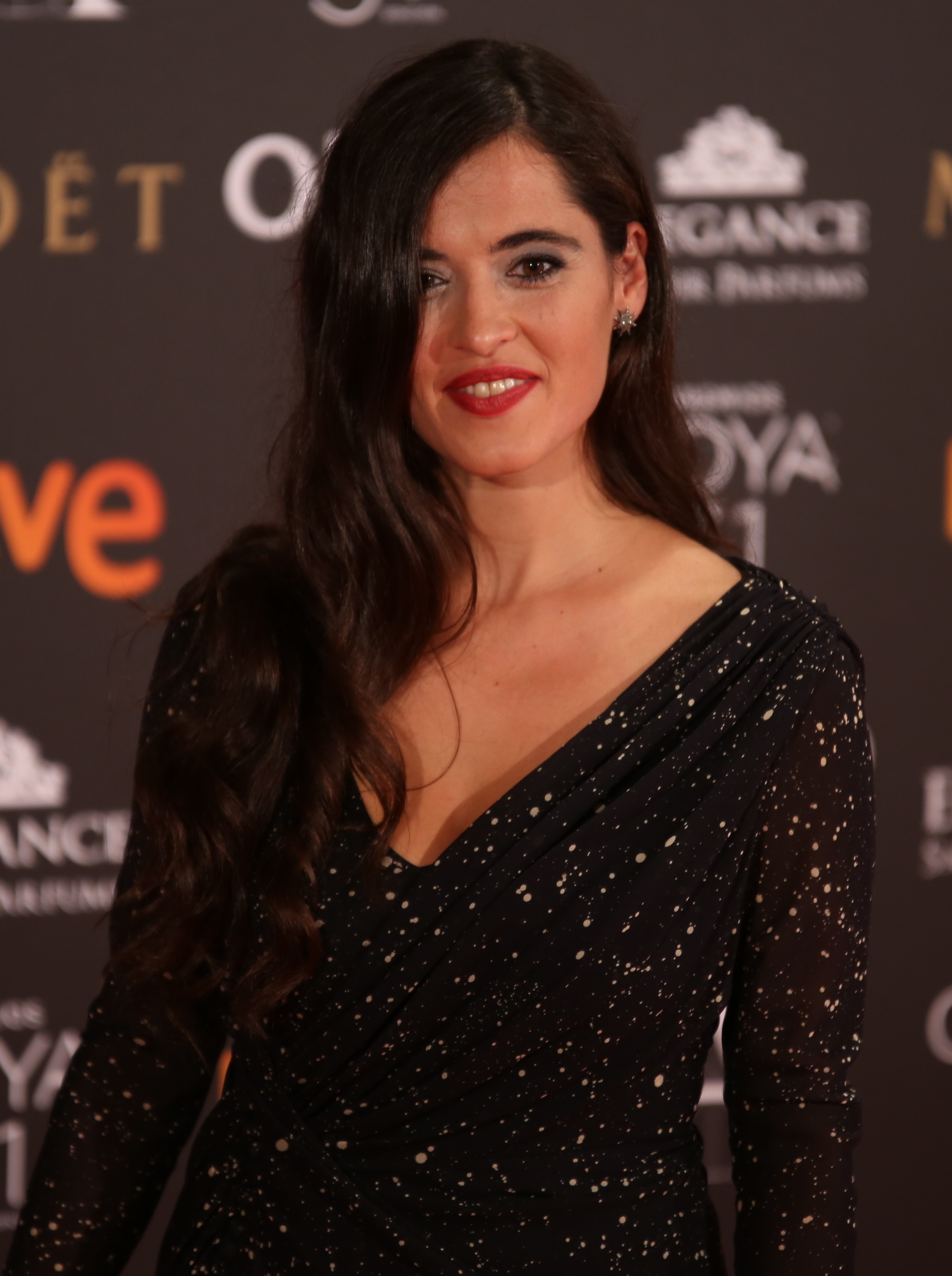
Sílvia Pérez Cruz (* 1983)

- Pérez Cuapio, Julio (* 1977), mexikanischer Radrennfahrer

#### Perez D
- Pérez de Arce Arriagada, Sergio Hernán (* 1963), chilenischer Ordensgeistlicher und römisch-katholischer Erzbischof von Concepción
- Pérez de Ayala, Ramón (1880–1962), spanischer Schriftsteller, Journalist und Diplomat
- Pérez de Castro, Evaristo (1778–1848), Ministerpräsident von Spanien
- Pérez de Cuéllar, Javier (1920–2020), peruanischer Diplomat und Politiker, Generalsekretär der Vereinten Nationen (1982–1991) und Autor
- Pérez de Cuello, Catana (1948–2019), dominikanische Pianistin und Musikwissenschaftlerin
- Pérez de Guzmán, Alonso (1550–1615), spanischer Grande und Befehlshaber der Spanischen Armada
- Pérez de Guzmán, Fernán, spanischer Schriftsteller und Historiker
- Pérez de Hita, Ginés (1544–1619), spanischer Schriftsteller
- Pérez de Inestrosa, Ángel (* 1986), spanischer Handballspieler
- Pérez de Oliva, Fernán, spanischer Dramatiker und Moralphilosoph
- Pérez de Onraita, Luis María (1933–2015), spanischer Geistlicher, Erzbischof von Malanje
- Pérez de Pineda, Juan († 1567), spanischer evangelischer Theologe
- Perez de Taglé, Anna Maria (* 1990), US-amerikanische Schauspielerin und Sängerin
- Pérez de Urbel, Justo (1895–1979), spanischer Benediktinermönch und Abt
- Pérez de Vargas, Gonzalo (* 1991), spanischer HandballspielerGonzalo Pérez de Vargas (* 1991)

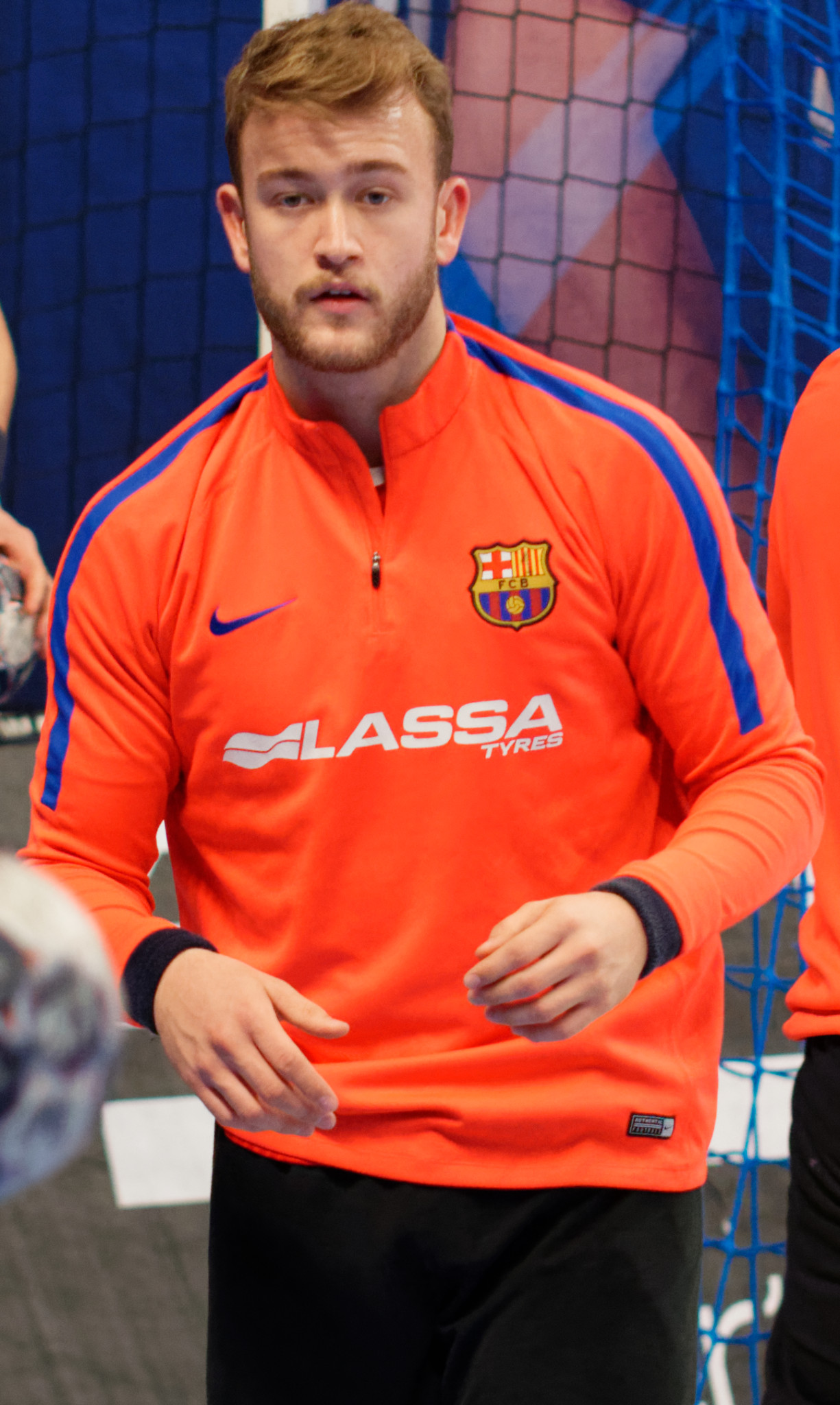
Gonzalo Pérez de Vargas (* 1991)

- Pérez de Zabalza, Ricardo (* 1977), spanischer Fußballspieler
- Pérez de Zárate, Dora (1912–2001), panamaische Lehrerin, Volkskundlerin und Autorin
- Perez del Mar, Laurent (* 1974), französischer Filmkomponist
- Pérez del Solar, Gabriela (* 1968), peruanische Volleyballnationalspielerin und Politikerin
- Pérez Demaría, Gregorio (1853–1913), spanischer Bergführer, Hirte und Jäger
- Pérez Díaz, Manuel Enrique (1911–1984), venezolanischer Gitarrist, Komponist und Musikpädagoge

#### Perez E
- Pérez Esquivel, Adolfo (* 1931), argentinischer Bildhauer, Architekt und Bürgerrechtler

#### Perez F
- Pérez Fernández, Rolando Antonio (* 1947), kubanischer Musikwissenschaftler und Cellist
- Pérez Flores, Ricardo (* 1958), mexikanischer Fußballspieler
- Pérez Francés, José (1936–2021), spanischer Radrennfahrer
- Pérez Frangie, Teresa (* 1946), dominikanische Opernsängerin (Sopran)

#### Perez G
- Pérez Galdós, Benito (1843–1920), spanischer SchriftstellerBenito Pérez Galdós (1843–1920)

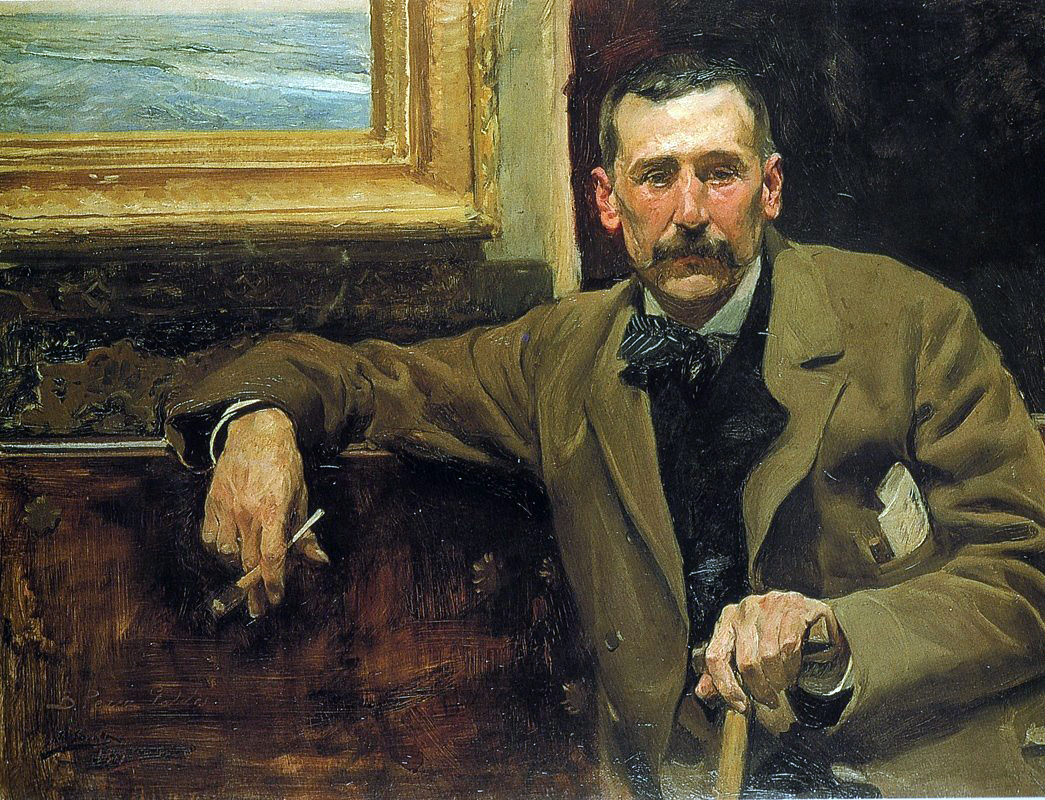
Benito Pérez Galdós (1843–1920)

- Pérez García, David (* 1977), spanischer Mathematiker
- Pérez García, María (* 1996), spanische Geherin
- Pérez García, María Paulina (* 1996), kolumbianische Tennisspielerin
- Pérez García, Matías (* 1984), argentinischer Fußballspieler
- Pérez García, Paula Andrea (* 1996), kolumbianische Tennisspielerin
- Pérez Garrido, Javier (* 1985), spanischer Klarinettist, Komponist und Dirigent
- Pérez Godoy, Ricardo (1905–1982), peruanischer Militär, Chef einer Militärjunta in Peru (1962–1963)
- Pérez González, Francisco (* 1947), spanischer Geistlicher, emeritierter römisch-katholischer Erzbischof von Pamplona y Tudela
- Pérez González, José Luis (* 2001), spanischer Motorradrennfahrer
- Pérez González, Luis (1906–1963), mexikanischer Fußballspieler
- Pérez González, Rafael Carlos (* 1948), spanischer Fußballspieler
- Pérez Guadarrama, Mario (* 1946), mexikanischer Fußballspieler

#### Perez H
- Pérez Hernández, Juan José († 1775), spanischer Entdecker und Ethnograph
- Pérez Hernández, Luis (1894–1959), kolumbianischer römisch-katholischer Ordensgeistlicher, Bischof von Cúcuta

#### Perez I
- Pérez i Martínez, Càndida (1893–1989), katalanische Coupletsängerin und Komponistin

#### Perez J
- Pérez Jaramillo, Catalina (* 1994), kolumbianisch-US-amerikanische Fußballspielerin
- Pérez Jiménez, Lázaro (1943–2009), mexikanischer Geistlicher und römisch-katholischer Bischof von Celaya
- Pérez Jiménez, Marcos (1914–2001), venezolanischer Politiker und PräsidentMarcos Pérez Jiménez (1914–2001)

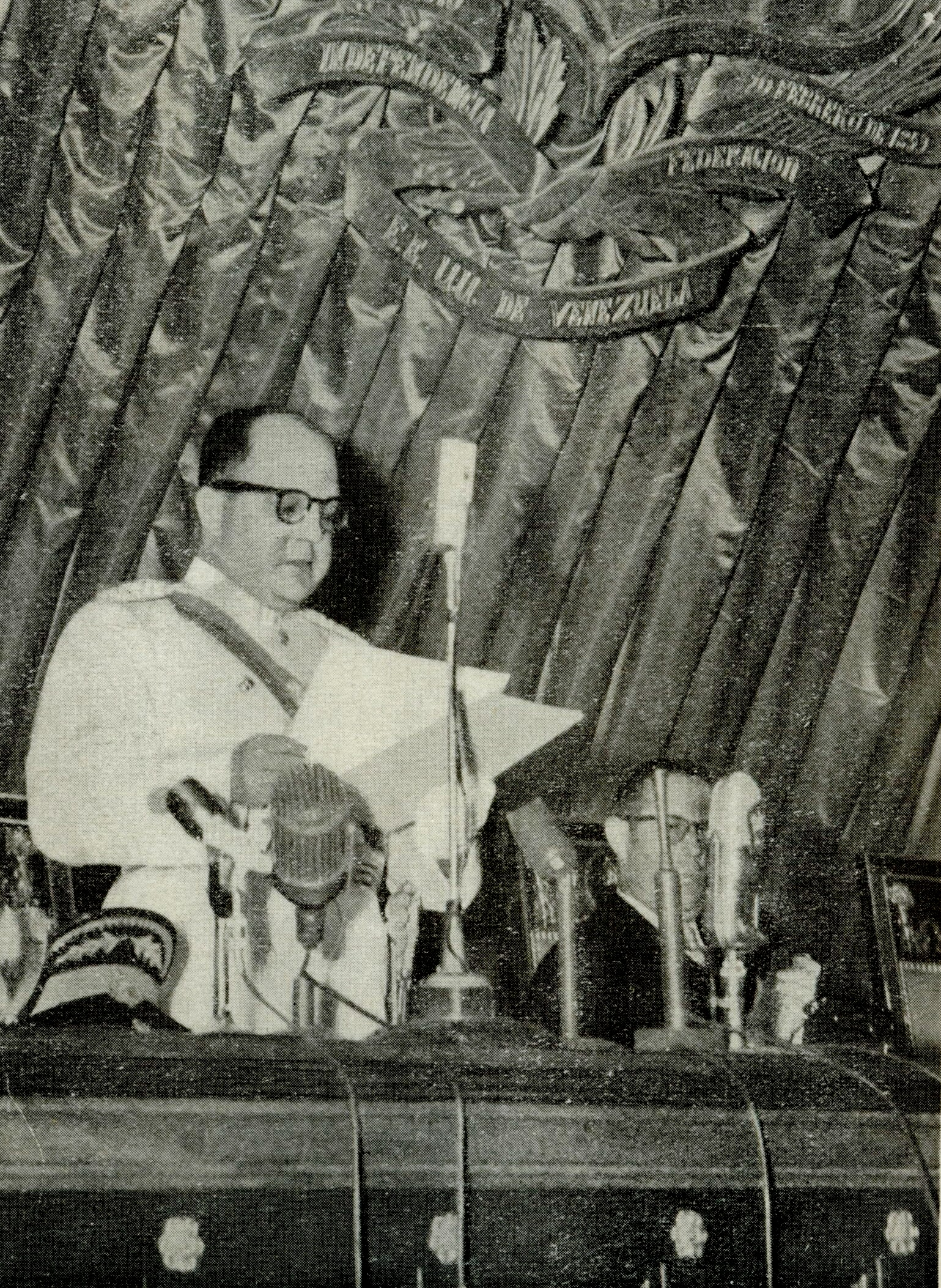
Marcos Pérez Jiménez (1914–2001)

#### Perez K
- Pérez Kirby, Sebastián (* 1990), chilenischer Fußballspieler

#### Perez L
- Pérez Laparra, Miguel (* 1980), guatemaltekischer Straßenradrennfahrer
- Pérez Lavado, Enrique (* 1951), venezolanischer Priester, Bischof von Maturín

#### Perez M
- Pérez Machado, Reinaldo Paul (* 1955), brasilianischer Geograf und Kartograf kubanischer Herkunft
- Pérez Martínez, Manuel (1943–1998), spanischer Priester, Befreiungstheologe und Guerilla-Führer
- Pérez Mateos, Manuel (* 2004), spanischer Handballspieler
- Pérez Mayo, Juan Antonio (1907–1936), spanischer Geistlicher, Oblate der Makellosen Jungfrau Maria, Märtyrer
- Pérez Méndez, Álvaro (* 2005), spanischer Handballtorwart
- Pérez Molina, Otto (* 1950), guatemaltekischer General und Politiker
- Pérez Montalbán, Isabel (* 1964), spanische Schriftstellerin
- Pérez Montoya, Elba Rosa (* 1960), kubanische Politikerin
- Pérez Mora, Juan Vicente (1909–2024), venezolanischer SupercentenarianJuan Vicente Pérez Mora (1909–2024)

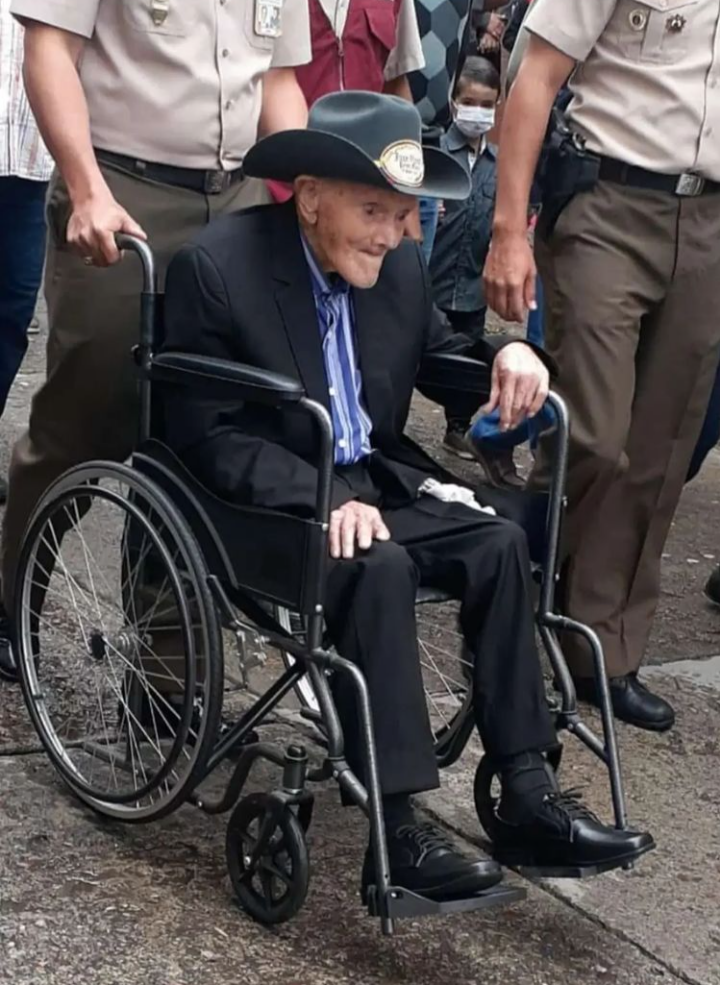
Juan Vicente Pérez Mora (1909–2024)

- Pérez Morales, Ramón Ovidio (* 1932), venezolanischer Geistlicher, römisch-katholischer Erzbischof ad personam von Los Teques
- Pérez Moya, Sergio (* 1986), mexikanischer Fußballspieler
- Pérez Muñoz, Alfonso (* 1972), spanischer Fußballspieler

#### Perez N
- Pérez Núñez, Edison (* 1936), peruanischer Fußballschiedsrichter

#### Perez O
- Pérez Olea, Antonio (1923–2005), spanischer Filmkomponist und Dokumentarfilmer
- Pérez Ortiz, Ashley (* 1993), puerto-ricanische Turnerin, Medaillengewinnern bei Special Olympics World Games

#### Perez P
- Pérez Palacios, Augusto (1909–2002), mexikanischer Architekt
- Pérez Pallares, Carolina (* 1980), ecuadorianisch-chilenische Malerin
- Pérez Pardella, Agustín (1928–2004), argentinischer Schriftsteller
- Pérez Pazo, Olaya (* 1983), venezolanische Beachvolleyballspielerin und ehemalige Volleyballspielerin
- Pérez Pérez, José (* 1963), spanischer Generalmajor
- Pérez Pérez, Sergio (* 1984), spanischer Tennisspieler
- Pérez Platero, Luciano (1882–1963), spanischer Erzbischof
- Pérez Plazola, Héctor (1933–2015), mexikanischer Politiker
- Pérez Prado, Dámaso (1916–1989), kubanischer Musiker (Piano, Orgel) und KomponistDámaso Pérez Prado (1916–1989)

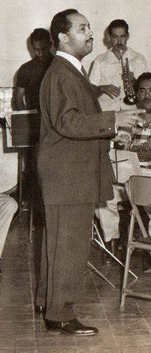
Dámaso Pérez Prado (1916–1989)

- Pérez Pueyo, Ángel Javier (* 1956), spanischer Geistlicher, römisch-katholischer Bischof von Barbastro-Monzón

#### Perez R
- Pérez Rabaza, María (* 2001), spanische Fußballspielerin
- Pérez Raygosa, Luis (* 1973), mexikanischer Geistlicher und römisch-katholischer Weihbischof in Mexiko-Stadt
- Pérez Rionda, Luis Alberto (* 1969), kubanischer Leichtathlet
- Pérez Rivera, Tulio Omar (* 1977), guatemaltekischer römisch-katholischer Geistlicher und Weihbischof in Santiago de Guatemala
- Pérez Rodríguez, Giovanni (* 1984), spanischer Fußballspieler
- Pérez Rodríguez, Jesús Gervasio (1936–2021), spanischer Ordensgeistlicher und römisch-katholischer Erzbischof von Sucre
- Pérez Rodríguez, Luis (* 1974), spanischer Radrennfahrer
- Pérez Rodríguez, Mario (* 1936), costa-ricanischer Fußballtorwart
- Pérez Rojas, Guadalupe (* 1994), argentinische Tennisspielerin
- Pérez Rojas, Óscar (* 1973), mexikanischer Fußballtorwart
- Pérez Rojas, Víctor Manuel (1940–2019), venezolanischer Geistlicher, emeritierter römisch-katholischer Bischof von San Fernando de Apure
- Pérez Roldán, Guillermo (* 1969), argentinischer Tennisspieler
- Pérez Roque, Felipe (* 1965), kubanischer Politiker
- Pérez Rosales, Vicente (1807–1886), chilenischer Abenteurer, Politiker, Diplomat und Schriftsteller
- Pérez Royo, Fernando (* 1943), spanischer Politiker, MdEP
- Pérez Royo, Javier (* 1944), spanischer Verfassungsrechtler und Hochschullehrer
- Pérez Rubalcaba, Alfredo (1951–2019), spanischer Politiker (PSOE)

#### Perez S
- Pérez Sala, Sara (* 1988), spanische Schwimmerin und Triathletin
- Pérez Sánchez, José Antonio (1947–2020), mexikanischer Ordensgeistlicher und römisch-katholischer Prälat von Jesús María del Nayar
- Pérez Sánchez, Santiago (1942–1994), venezolanischer römisch-katholischer Geistlicher, Apostolischer Vikar von Caroní
- Pérez Santana, Esteban (1918–2007), mexikanischer Fußballtorhüter
- Pérez Sanz, David (* 1994), spanischer Tennisspieler
- Pérez Scremini, Martín Pablo (* 1949), uruguayischer Geistlicher und römisch-katholischer Bischof von Florida
- Pérez Sentenat, César (1896–1973), kubanischer Pianist und Komponist
- Pérez Serantes, Enrique (1883–1968), kubanischer Geistlicher und Erzbischof von Santiago de Cuba
- Pérez Serer, José (* 1966), spanischer Fußballspieler
- Pérez Simón, Juan Antonio (* 1941), spanischer Unternehmer und Kunstsammler
- Pérez Siquier, Carlos (1930–2021), spanischer Fotograf
- Pérez Soto, Carlos (* 1954), chilenischer Physiker

#### Perez T
- Pérez Talamantes, Juan Armando (* 1970), mexikanischer römisch-katholischer Geistlicher, Weihbischof in Monterrey
- Pérez Tamayo, Francisco de Paula (1891–1976), kolumbianischer Unternehmer und Politiker
- Pérez Tedesco, Jorge, argentinischer Cellist
- Pérez Torres, Pablo Román (* 1964), uruguayischer Übersetzer und Dolmetscher
- Pérez Touriño, Emilio (* 1948), spanischer Wirtschaftswissenschaftler und Politiker
- Pérez Treviño, Manuel (1890–1945), mexikanischer Botschafter

#### Perez V
- Pérez Villamonte, Walter (1936–2018), bolivianischer Geistlicher, römisch-katholischer Bischof von Potosí
- Pérez Villareal, Héctor Mario (* 1970), mexikanischer Geistlicher und römisch-katholischer Weihbischof in Mexiko-Stadt
- Pérez Vinlöf, Matteo (* 2005), schwedisch-peruanischer Fußballspieler

#### Perez Y
- Pérez y Curis, Manuel (1884–1920), uruguayischer Schriftsteller, Lyriker
- Pérez y Fernández-Golfín, Francisco José (1931–2004), spanischer Geistlicher und Bischof von Getafe

#### Perez Z
- Pérez Zúñiga, Mario (* 1982), mexikanischer Fußballspieler

#### Perez,
- Perez, Abdelkader, marokkanischer Admiral und Botschafter in England
- Pérez, Adolfo (1897–1977), argentinischer Bandoneonist, Bandleader und Tangokomponist
- Pérez, Adriana (* 1992), venezolanische Tennisspielerin
- Pérez, Ailyn (* 1979), US-amerikanische Opernsängerin der Stimmlage Sopran
- Pérez, Aitor (* 1977), spanischer Radrennfahrer
- Pérez, Alain (* 1977), kubanischer Musiker (E-Bass, Gesang, Komposition) und Musikproduzent
- Pérez, Alan (* 1982), spanischer Radrennfahrer
- Pérez, Alejandro (* 1975), mexikanischer Fußballspieler
- Pérez, Alejo (* 1974), argentinischer Dirigent
- Pérez, Álex (* 1991), spanischer Fußballspieler
- Pérez, Alfonso (* 1949), kolumbianischer Boxer
- Pérez, Alfredo (1924–1994), argentinischer Fußballspieler
- Pérez, Alfredo (* 1952), venezolanischer Boxer
- Perez, Alfredo (* 1997), US-amerikanischer Tennisspieler
- Perez, Amanda (* 1994), mexikanisch-US-amerikanische Fußballspielerin
- Pérez, Ana Lilia (* 1976), mexikanische Journalistin und Autorin
- Perez, Anthony (* 1991), französischer Radrennfahrer
- Pérez, Antonio († 1611), spanischer Staatsmann
- Pérez, Antonio (1559–1637), spanischer Benediktiner, Theologe und Bischof
- Pérez, Antonio (1599–1649), spanischer Philosoph und Jesuit
- Pérez, Asela de Armas (1954–2021), kubanische Schachspielerin
- Pérez, Ayoze (* 1993), spanischer Fußballspieler
- Pérez, Bartolomé († 1698), spanischer Stilllebenmaler
- Pérez, Belle (* 1976), flämische Sängerin mit spanischen Wurzeln
- Perez, Bibiana (* 1970), italienische Skirennläuferin
- Pérez, Blas (* 1981), panamaischer Fußballspieler
- Pérez, Brandon (* 2000), US-amerikanisch-venezolanischer Tennisspieler
- Pérez, Camila (* 1988), uruguayische Leichtathletin
- Pérez, Carles (* 1998), spanischer Fußballspieler
- Pérez, Carlos (* 1971), kubanisch-ungarischer Handballspieler
- Pérez, Carlos (* 1976), chilenischer klassischer Gitarrist
- Pérez, Carlos (* 1979), spanischer Kanute
- Pérez, Carlos Andrés (1922–2010), venezolanischer Politiker, Präsident von Venezuela (1974–1979 und 1989–1993)Carlos Andrés Pérez (1922–2010)

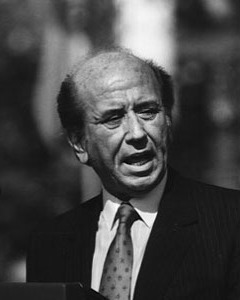
Carlos Andrés Pérez (1922–2010)

- Pérez, Carlota (* 1939), venezolanische Wissenschaftlerin
- Pérez, César (* 1975), spanischer Hindernisläufer
- Pérez, César (* 2002), chilenischer Fußballspieler
- Pérez, Chancharras, mexikanischer Fußballspieler
- Perez, Christian (* 1982), philippinischer Dartspieler
- Pérez, Christian (* 1990), uruguayischer Fußballspieler
- Pérez, Claudio (* 1957), venezolanischer Radrennfahrer
- Perez, Craig Santos (* 1980), US-amerikanischer Dichter, Essayist, Universitätsprofessor und Verleger
- Pérez, Cristina (* 1965), spanische Sprinterin
- Pérez, Cristóbal (* 1952), kolumbianischer Radrennfahrer
- Pérez, Daniel (* 1975), argentinisch-chilenischer Fußballspieler
- Pérez, Danilo (* 1965), panamaischer Jazz-Pianist
- Pérez, Darleys (* 1983), kolumbianischer Boxer
- Pérez, Darwin (* 1977), chilenischer Fußballspieler
- Perez, Davide (1711–1778), italienischer Opernkomponist
- Perez, Denis (* 1965), französischer Eishockeyspieler und -trainer
- Pérez, Desiderio (* 1986), spanischer Eishockeyspieler
- Pérez, Diana (* 1989), mexikanische Fußballschiedsrichterin
- Pérez, Diego (* 1962), uruguayischer Tennisspieler
- Pérez, Diego (* 1979), uruguayischer Fußballspieler
- Pérez, Diego (* 1980), uruguayischer Fußballspieler
- Pérez, Diego (* 1988), spanischer Eishockeyspieler
- Pérez, Diego (* 1989), chilenischer Rollstuhltennisspieler
- Pérez, Domingo Salvador (* 1936), uruguayischer Fußballspieler
- Perez, Ellen (* 1995), australische TennisspielerinEllen Perez (* 1995)

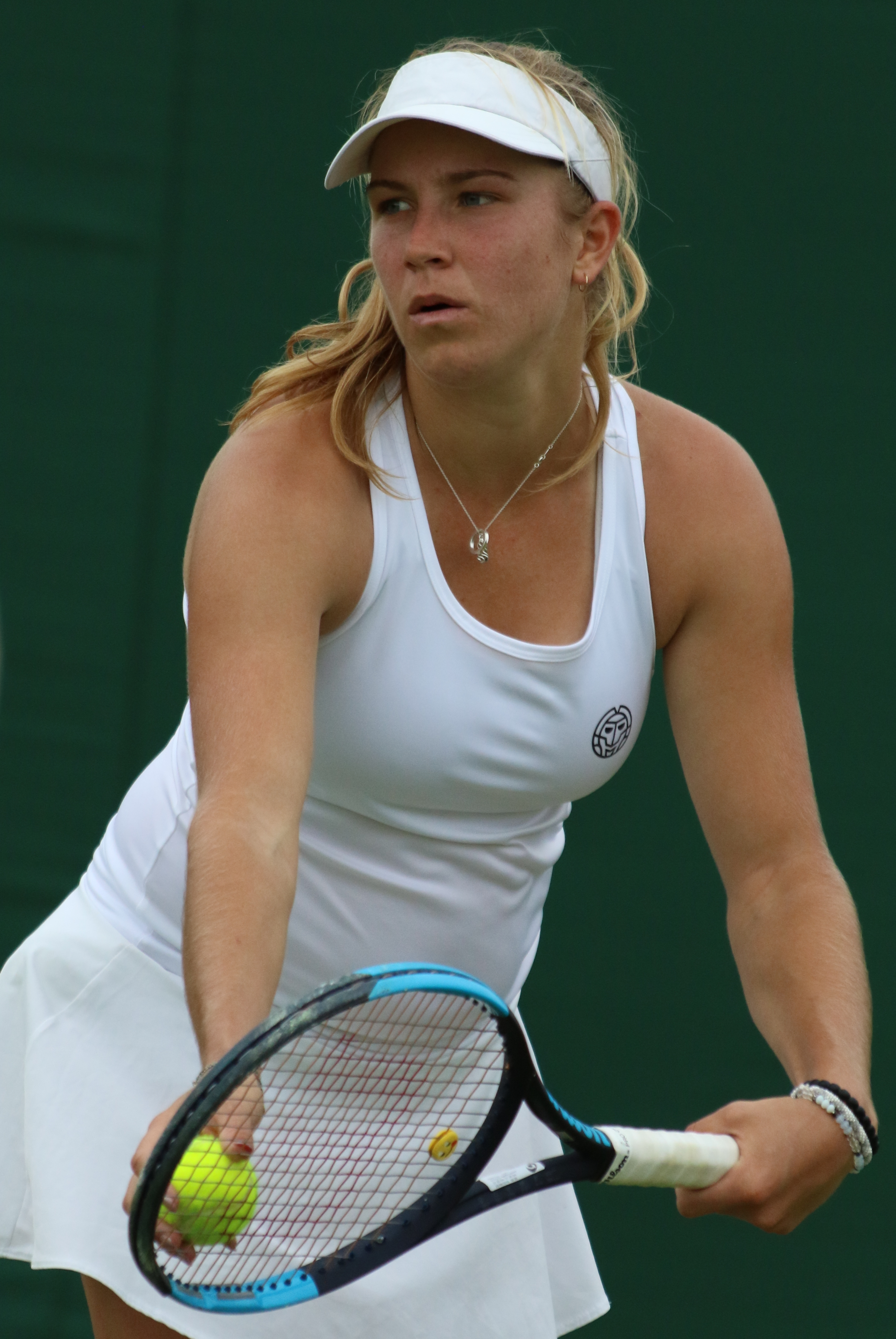
Ellen Perez (* 1995)

- Pérez, Emili (* 1966), andorranischer Radrennfahrer
- Perez, Emilio (* 1972), US-amerikanischer Maler
- Pérez, Eneida (* 1964), dominikanische Schachspielerin und Künstlerin
- Pérez, Enis (* 2002), kubanische Sprinterin
- Pérez, Enzo (* 1986), argentinischer Fußballspieler
- Pérez, Enzo (* 1990), uruguayischer Fußballspieler
- Pérez, Ernesto (* 1970), spanischer Judoka
- Pérez, Eros (* 1976), chilenischer Fußballspieler
- Pérez, Evaristo (* 1969), Schweizer Jazzmusiker (Piano, Komposition)
- Pérez, Federico (* 1986), uruguayischer Fußballspieler
- Pérez, Federico (* 1994), uruguayischer Fußballspieler
- Pérez, Fernando, kolumbianischer Physiker, Softwareentwickler und Verfechter freier Software
- Pérez, Fernando (* 1944), kubanischer Filmregisseur und Drehbuchautor
- Pérez, Fernando (* 1962), chilenischer Fußballspieler
- Pérez, Florbel (* 1928), uruguayischer Schwimmer
- Pérez, Florentino (* 1947), spanischer Bauunternehmer, Präsident von Real MadridFlorentino Pérez (* 1947)

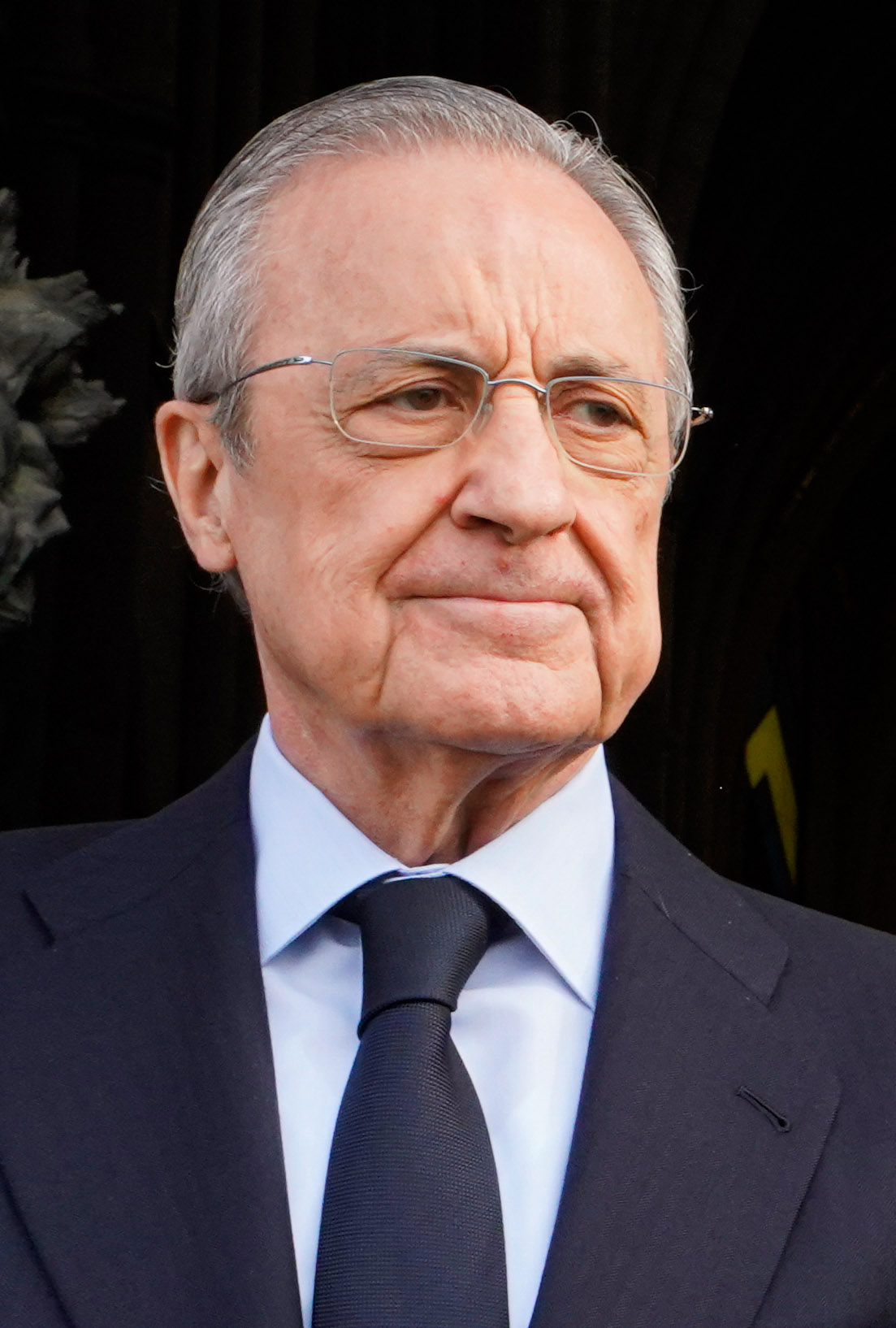
Florentino Pérez (* 1947)

- Pérez, Francisco, argentinischer Fußballspieler
- Pérez, Francisco (1934–2024), uruguayischer Radrennfahrer
- Pérez, Francisco (* 1978), spanischer Radrennfahrer
- Pérez, Freddy (1988–2010), venezolanischer Apnoetaucher
- Perez, Frédéric (* 1961), französischer Handballspieler
- Pérez, Gabriel (* 1964), argentinischer Jazzmusiker und Komponist
- Pérez, Gabriel (* 1995), uruguayischer Fußballspieler
- Pérez, Génesis (* 2005), costa-ricanische Fußballtorhüterin
- Pérez, George (1954–2022), US-amerikanischer Comiczeichner und -autor
- Pérez, Gerson, guatemaltekischer Straßenradrennfahrer
- Perez, Gigi (* 2000), US-amerikanische Singer-Songwriterin
- Pérez, Gladys, dominikanische Opernsängerin (Sopran) und Musikpädagogin
- Pérez, Guillermo (* 1979), mexikanischer Taekwondoin
- Pérez, Gustavo (1935–2012), uruguayischer Ruderer
- Pérez, Héctor (* 1959), mexikanischer Radrennfahrer
- Pérez, Hernán (* 1989), paraguayischer Fußballspieler
- Pérez, Hugo (* 1963), Fußballspieler und -trainer
- Pérez, Ignacio (1934–2009), kolumbianischer Fußballspieler
- Perez, Ilian, US-amerikanischer Badmintonspieler kubanischer Herkunft
- Pérez, Iñigo (* 1988), spanischer Fußballspieler
- Perez, Isidoro, US-amerikanischer Schauspieler
- Perez, Isidro (1964–2013), mexikanischer Boxer im Fliegengewicht
- Pérez, Israel (* 1978), spanischer Straßenradrennfahrer
- Pérez, Iván (* 2000), spanischer Squashspieler
- Pérez, Jairo (* 1973), kolumbianischer Bahn- und Straßenradrennfahrer
- Perez, Jean-Claude (* 1964), französischer Politiker, Mitglied der Nationalversammlung
- Pérez, Jeanne (1894–1975), französische Schauspielerin
- Pérez, Jefferson (* 1974), ecuadorianischer Geher und Olympiasieger
- Perez, Jesse (* 1997), südafrikanischer Leichtathlet
- Perez, Jesse J. (* 1977), US-amerikanischer Schauspieler und Choreograf
- Pérez, Jesús (* 1984), venezolanischer Radrennfahrer
- Perez, Jizchok Leib (1852–1915), jiddischer SchriftstellerJizchok Leib Perez (1852–1915)

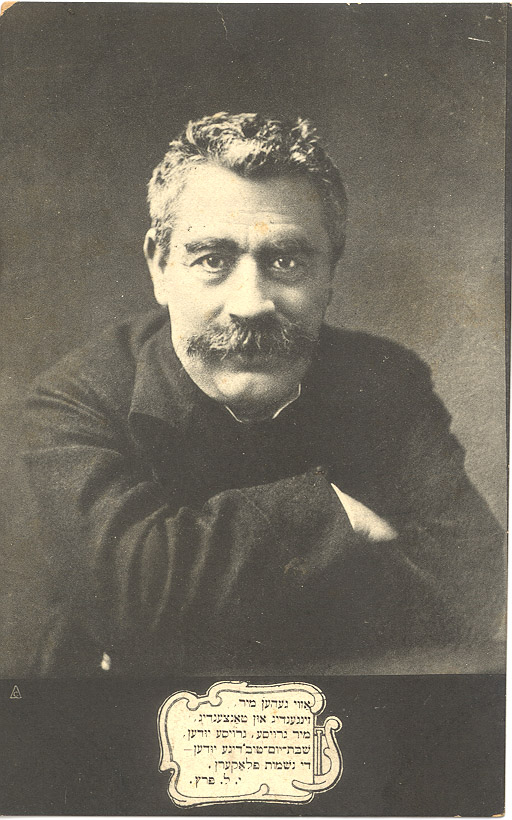
Jizchok Leib Perez (1852–1915)

- Pérez, Joaquín (1936–2011), mexikanischer Springreiter
- Pérez, John (* 1969), US-amerikanischer Politiker
- Pérez, John Wilmar (* 1970), kolumbianischer Fußballspieler
- Pérez, Jordan (* 1986), gibraltarischer Fußballspieler
- Pérez, Jorge (* 1951), kubanischer Radrennfahrer
- Pérez, Jorge (* 1965), chilenischer Fußballspieler
- Pérez, Jorge (* 1985), dominikanischer Radrennfahrer
- Pérez, Jorge (* 1998), mexikanischer Eishockeyspieler
- Pérez, José (1897–1920), uruguayischer Fußballspieler
- Pérez, José Joaquín (1801–1889), chilenischer Politiker
- Pérez, José Ricardo (* 1963), kolumbianischer Fußballspieler
- Pérez, Juan (* 1932), chilenischer Radrennfahrer
- Pérez, Juan Antonio (* 1988), spanischer Langstreckenläufer
- Pérez, Juan Ginés († 1612), spanischer Kapellmeister und Komponist
- Pérez, Juancho (* 1974), spanischer Handballspieler
- Perez, Julia (1980–2017), indonesische Dangdut-Sängerin und Schauspielerin
- Pérez, Julio (1926–2002), uruguayischer Fußballspieler
- Pérez, Karina (* 1982), mexikanische Marathonläuferin
- Pérez, Keily (* 2001), kubanische Hürdenläuferin
- Perez, Kenneth (* 1974), dänischer Fußballspieler
- Pérez, Ladislao, uruguayischer Fußballspieler
- Perez, Laury (* 2003), französische BMX-Freestyle-Fahrerin
- Perez, Leander (1891–1969), US-amerikanischer Bezirksrichter und -Staatsanwalt sowie Politiker der Demokratischen Partei
- Pérez, Leandro (* 2001), argentinischer Mittelstreckenläufer
- Perez, Leandro Tomaz (* 1979), brasilianischer Fußballspieler
- Pérez, Leyanis (* 2002), kubanische Dreispringerin
- Perez, Lia (* 1982), deutsche Schauspielerin
- Pérez, Lucas (* 1988), spanischer FußballspielerLucas Pérez (* 1988)

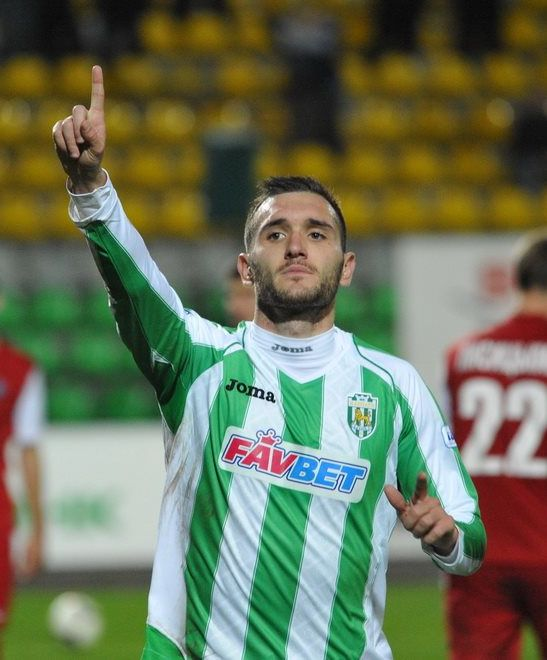
Lucas Pérez (* 1988)

- Pérez, Lucía (* 1985), spanische Sängerin
- Pérez, Luis, argentinischer Autor und Herausgeber
- Pérez, Luis (* 1964), chilenischer Fußballspieler
- Pérez, Luis Alberto (* 1968), nicaraguanischer Boxer im Bantam- und Superfliegengewicht
- Pérez, Luís Alonso (1922–1972), brasilianischer Fußballtrainer
- Pérez, Luis Eduardo (1774–1841), uruguayischer Politiker, Präsident von Uruguay
- Pérez, Luis Ernesto (* 1981), mexikanischer Fußballspieler
- Pérez, Luis Fernando (* 1977), klassischer spanischer Pianist
- Pérez, Luíz Eugênio (1928–2012), brasilianischer Geistlicher, römisch-katholischer Bischof von Jaboticabal
- Pérez, Lukmil (* 1970), kubanischer Jazzmusiker (Schlagzeug)
- Pérez, Macarena (* 1996), chilenische BMX-Freestyle-Fahrerin
- Pérez, Madaí (* 1980), mexikanische Marathonläuferin
- Pérez, Manny (* 1969), dominikanisch-US-amerikanischer Schauspieler
- Pérez, Manuel (1800–1845), nicaraguanischer Politiker und 1845 „Director Supremo“ des Landes
- Perez, Manuel (1871–1946), US-amerikanischer Jazz-Trompeter (Kornett) und Bandleader des New Orleans Jazz
- Pérez, Marcelino (* 1912), uruguayischer Fußballspieler
- Pérez, Marcelino (* 1955), spanischer Fußballspieler
- Pérez, Marcelo (* 2004), bolivianischer Sprinter
- Pérez, Marco (* 1978), liechtensteinisch-spanischer Fussballspieler
- Pérez, Marco Iván (* 1987), mexikanischer Fußballspieler
- Pérez, Marcos (1527–1572), schweizerischer Unternehmer
- Pérez, María (* 1989), puerto-ricanische Judoka
- Pérez, María Felicia (* 1951), kubanische Chorleiterin und Musikpädagogin
- Pérez, María Irigoyen (* 1952), spanische Politikerin (Partido Socialista Obrero Español), MdEP
- Pérez, María Isabel (* 1993), spanische Sprinterin
- Pérez, María José (* 1992), spanische Hindernisläuferin
- Pérez, Mariana (* 1996), dominikanische Sprinterin
- Pérez, Mario Placencia (* 1927), mexikanischer Fußballspieler
- Pérez, Marlon (1976–2024), kolumbianischer Radrennfahrer
- Pérez, Marta (* 1993), spanische Leichtathletin
- Pérez, Marta Ortega (* 1984), spanische designierte Vorsitzende des Verwaltungsrats von Inditex
- Pérez, Matías (* 1985), uruguayischer Fußballspieler
- Pérez, Matías (* 1999), argentinischer Fußballspieler
- Pérez, Matteo (* 1547), italienischer Maler und Kupferstecher
- Pérez, Max (* 1986), mexikanischer Fußballspieler
- Pérez, Maximiliano (* 1986), uruguayischer Fußballspieler
- Pérez, Maximiliano (* 1995), uruguayischer Fußballspieler
- Perez, Melina (* 1979), US-amerikanische WrestlerinMelina Perez (* 1979)

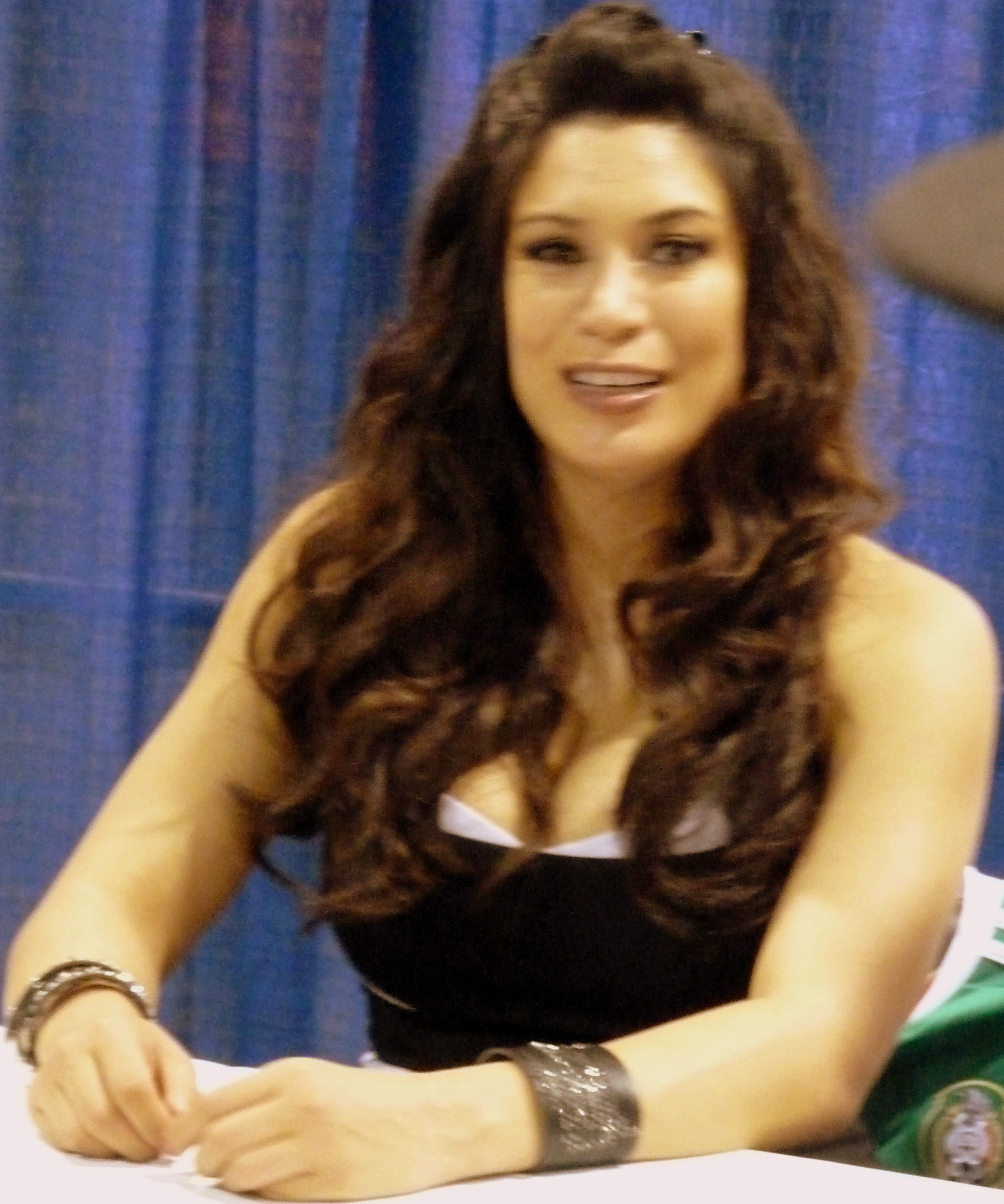
Melina Perez (* 1979)

- Pérez, Michael (* 1993), mexikanischer Fußballspieler
- Perez, Michel (* 1946), französischer Jazzmusiker (Gitarre, Komposition)
- Pérez, Miguel (* 1934), mexikanischer Radrennfahrer
- Pérez, Mika (* 1999), spanischer Motorradrennfahrer
- Perez, Mike (* 1985), kubanischer Boxer
- Pérez, Milena (* 1989), kubanische Leichtathletin
- Pérez, Nehuén (* 2000), argentinischer Fußballspieler
- Perez, Nelson Jesus (* 1961), US-amerikanischer Geistlicher, römisch-katholischer Erzbischof von Philadelphia
- Pérez, Nicola (* 1990), uruguayischer Fußballspieler
- Pérez, Nicole (* 2001), mexikanische Fußballspielerin
- Pérez, Nona (* 2003), spanische Wasserballspielerin
- Perez, Olivier (* 1978), Schweizer Schauspieler
- Pérez, Omar, uruguayischer Fußballspieler
- Pérez, Omar (* 1981), argentinischer Fußballspieler
- Pérez, Óscar Alberto (1981–2018), venezolanischer Polizist und Guerillakämpfer
- Pérez, Paco (1917–1951), guatemaltekischer Sänger, Gitarrist und Komponist
- Pérez, Paola (* 1989), ecuadorianische Leichtathletin
- Pérez, Pascual (1926–1977), argentinischer Boxer
- Pérez, Pável (* 1998), mexikanischer Fußballspieler
- Pérez, Pedro (1952–2018), kubanischer Dreispringer
- Pérez, Pedro Pablo (* 1977), kubanischer Radrennfahrer
- Pérez, Priscila (* 1992), mexikanische Fußballschiedsrichterin
- Pérez, Ramón (* 1963), chilenischer Fußballspieler
- Pérez, Ramona, US-amerikanische Anthropologin
- Pérez, Raúl (1915–1967), chilenischer Fußballspieler
- Pérez, Raúl (* 1967), mexikanischer Boxer im Superbantam- und Bantamgewicht
- Pérez, René, mexikanischer Fußballspieler
- Pérez, Ricardo (* 1973), kolumbianischer Fußballspieler und -funktionär
- Pérez, Richard (* 1973), uruguayischer Fußballspieler
- Pérez, Richer (* 1986), kubanischer Marathonläufer
- Pérez, Robert (* 1968), uruguayischer Fußballtrainer
- Pérez, Roberto (* 1991), peruanischer Fußballschiedsrichter
- Pérez, Rodrigo (* 1973), chilenischer Fußballspieler
- Perez, Rosie (* 1964), US-amerikanische Schauspielerin
- Perez, Roxanne (* 2001), US-amerikanische WrestlerinRoxanne Perez (* 2001)

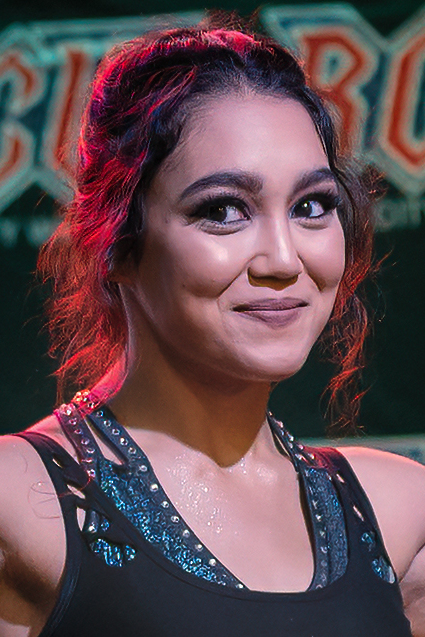
Roxanne Perez (* 2001)

- Pérez, Rubby (1956–2025), dominikanischer Merengue-Sänger
- Pérez, Rubén (* 1981), spanischer Radrennfahrer
- Pérez, Rubén (* 1989), spanischer Fußballspieler
- Pérez, Sabeth (* 1992), deutsch-argentinische Jazzmusikerin (Gesang, Komposition)
- Pérez, Samuel (* 1952), puerto-ricanischer Pianist
- Pérez, Santiago (* 1977), spanischer Radrennfahrer
- Pérez, Saviniano (1907–1985), uruguayischer Politiker
- Pérez, Sebastián (* 1989), uruguayischer Fußballspieler
- Pérez, Sébastien (* 1973), französischer Fußball- und Beachsoccerspieler
- Pérez, Sergio (* 1988), uruguayischer Fußballspieler
- Pérez, Sergio (* 1990), mexikanischer AutomobilrennfahrerSergio Pérez (* 1990)

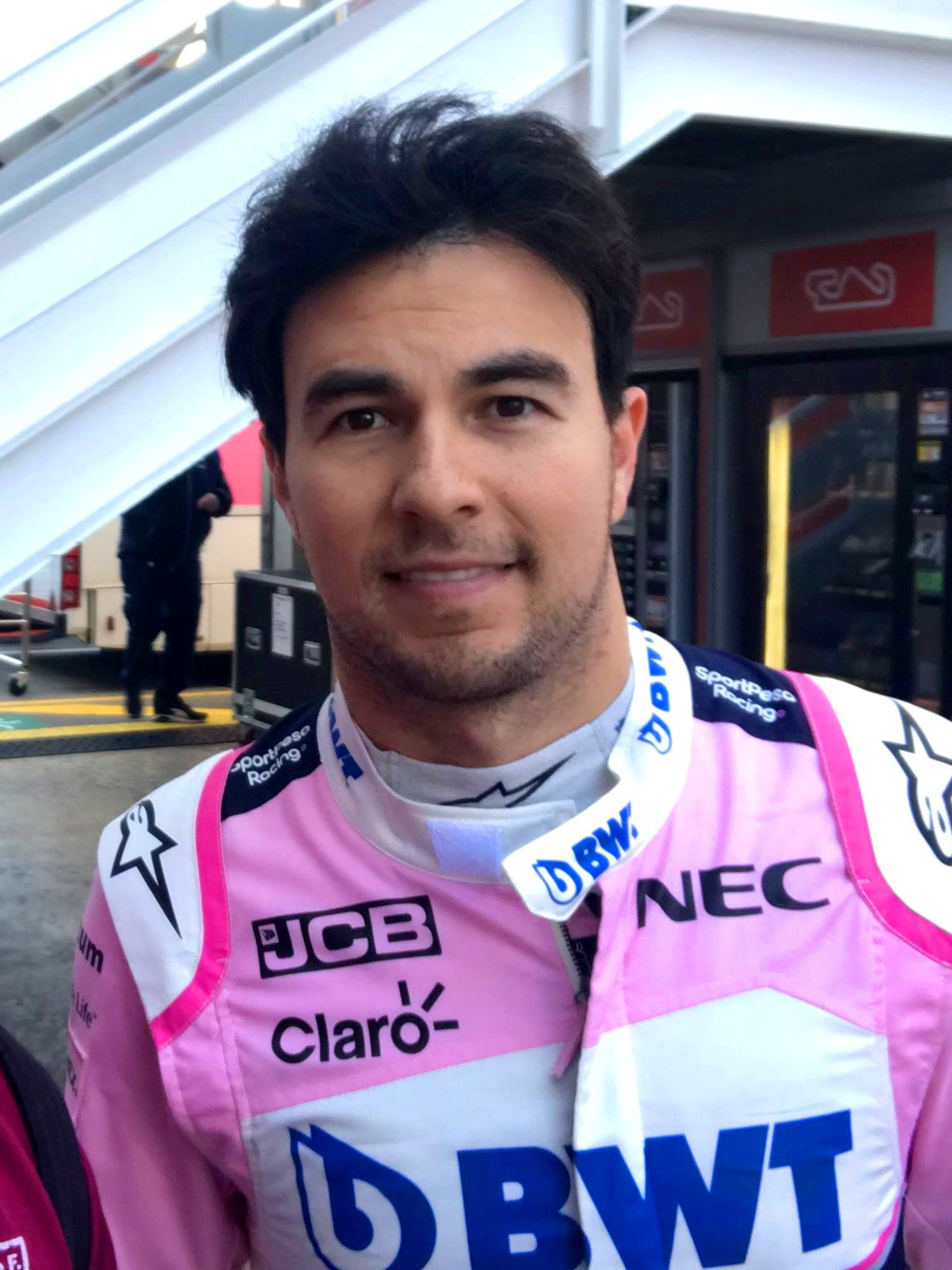
Sergio Pérez (* 1990)

- Pérez, Sheila Mae (* 1985), philippinische Wasserspringerin
- Perez, Taylor Zakhar (* 1991), US-amerikanischer Schauspieler
- Perez, Tom (* 1961), amerikanischer Politiker (Demokratische Partei)
- Pérez, Tony (* 1942), kubanischer Baseballspieler und -manager
- Perez, Veronica (* 1979), US-amerikanische Fußballschiedsrichterassistentin
- Perez, Veronica (* 1988), mexikanisch-US-amerikanische Fußballspielerin
- Perez, Victor (1911–1945), tunesischer Boxer
- Perez, Vincent (* 1962), Schweizer SchauspielerVincent Perez (* 1962)

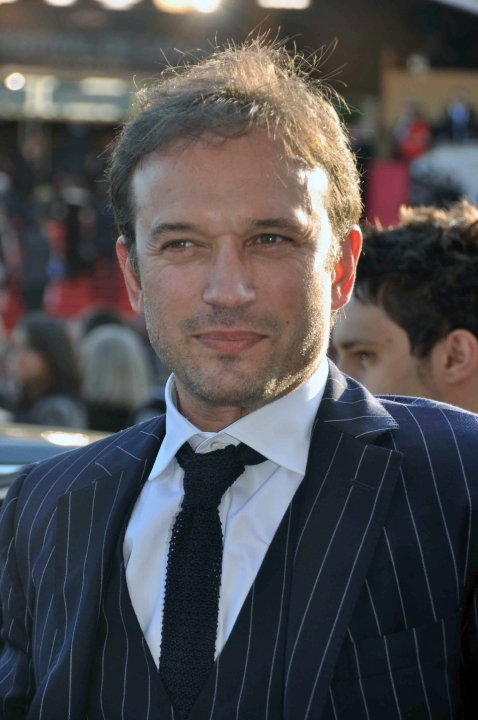
Vincent Perez (* 1962)

- Pérez, Walter (1924–2009), uruguayischer Leichtathlet
- Pérez, Walter (* 1975), argentinischer Bahn- und Straßenradrennfahrer
- Perez, William (* 1947), US-amerikanischer Manager, CEO von Nike (2004–2006)
- Pérez, Wilson (* 1967), kolumbianischer Fußballspieler
- Pérez, Xavier (* 1968), andorranischer Radrennfahrer
- Pérez, Yaimé (* 1991), kubanische Diskuswerferin
- Perez, Yonnhy (* 1979), kolumbianischer Boxer im Bantamgewicht

#### Perez-

##### Perez-G
- Pérez-Gil y González, Manuel (1921–1996), mexikanischer Geistlicher, römisch-katholischer Erzbischof von Tlalnepantla
- Pérez-Guerrero, Manuel (1911–1985), venezolanischer Diplomat und Politiker

##### Perez-M
- Pérez-Marco, Ricardo (* 1967), spanischer Mathematiker

##### Perez-R
- Pérez-Reverte, Arturo (* 1951), spanischer Schriftsteller

##### Perez-S
- Pérez-Sala, Luis (* 1959), spanischer Rennfahrer

#### Pereza
- Perezagua, Marina (* 1978), spanische Schriftstellerin, Lyrikerin und Literaturdozentin

#### Perezz
- Perezzani, Paolo (* 1955), italienischer Komponist und Musikpädagoge